# تاريخ البلقان

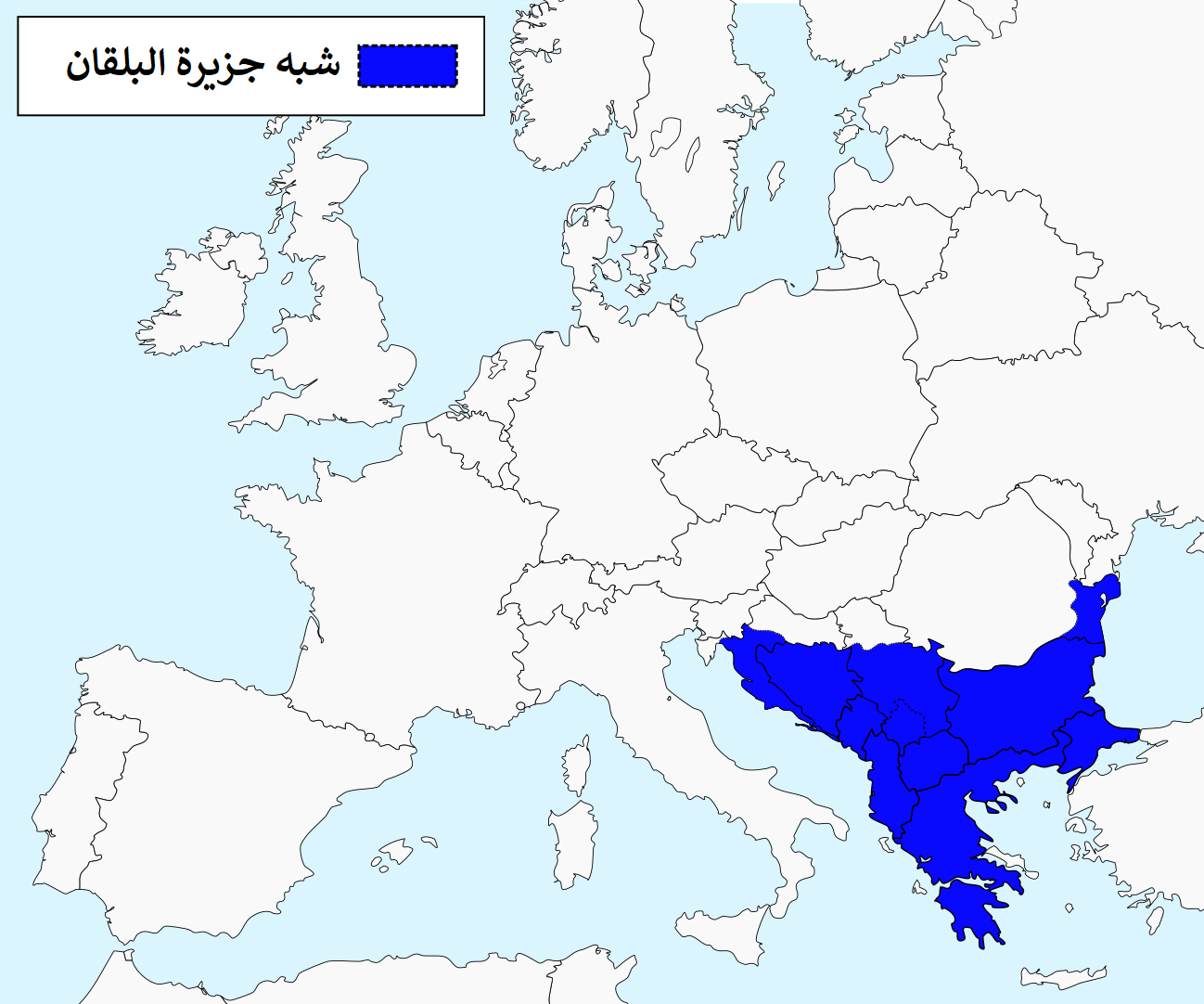
شبه جزيرة البلقان.

تاريخ البلقان (بالإنجليزية: History of the Balkans) البلقان هي منطقة تقع في جنوب شرق وشرق أوروبا. ولها هوية خاصة ومتميزة وتأتي منطقة البلقان على رأس المناطق الأوروبية كثيرة النزاعات والحروب واعتبارًا من انتهاء سيطرة الدولة العثمانية على المنطقة، أندلعت الصراعات والدعوات لتقسيم البلقان إلى عدة دول على أساس العرق والدين. وتتميز البلقان بجغرافيتها الجبليه جدا.

## فترة ما قبل التاريخ

### العصر الحجري الحديث

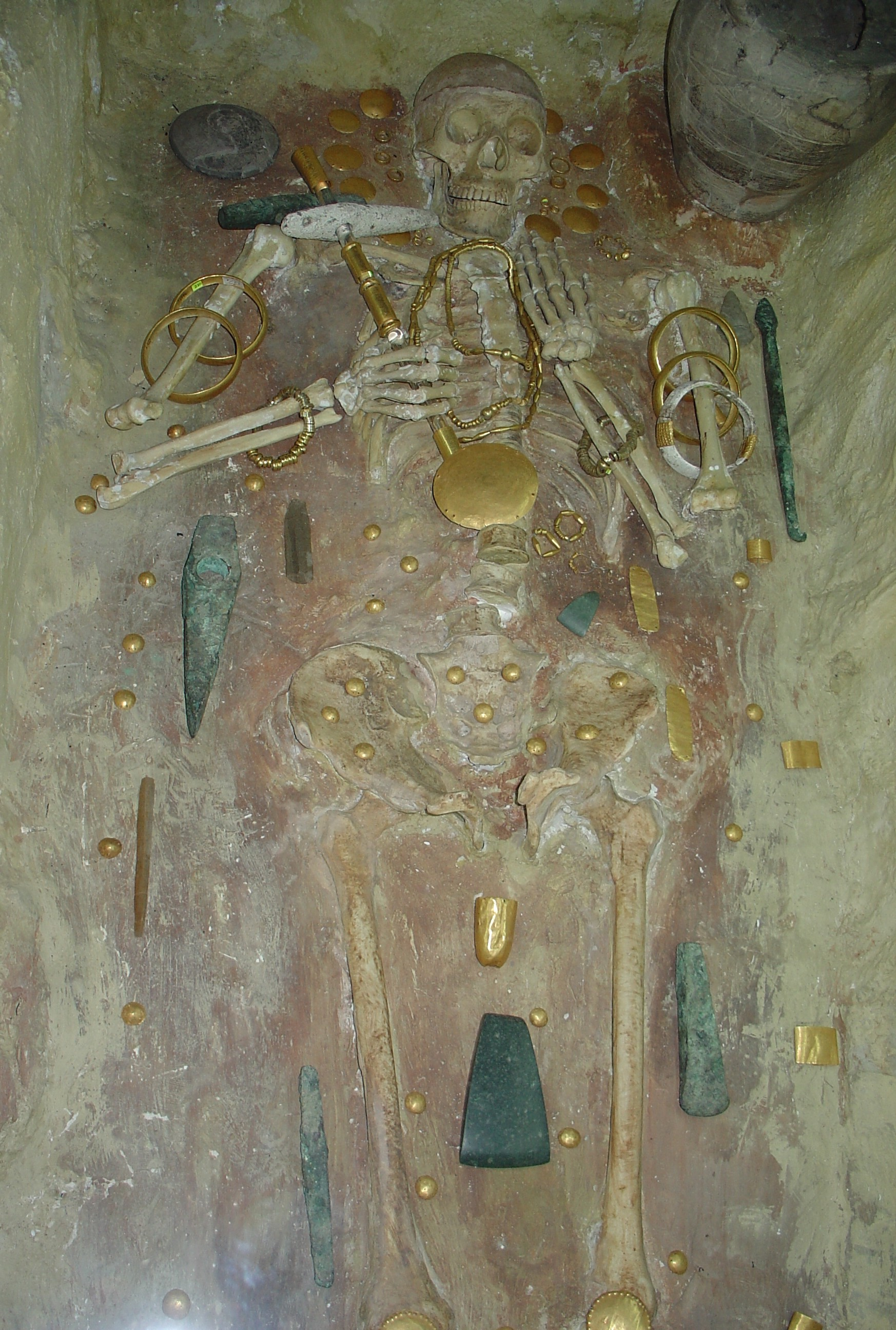
مدفن في فارنا في بلغاريا مع مجموعة من أقدم مقتنيات الذهب والمجوهرات.

اكتشف علماء الآثار مجموعة من الثقافات في وقت مبكر في منطقة البلقان مثل: ثقافة كيوكوتيني (4500-3500 قبل الميلاد) وثقافة ستارسيفو (6500-4000 قبل الميلاد) وثقافة فينتشا (5000-3000 قبل الميلاد) وثقافة الفخار الخطي (5500-4500 قبل الميلاد) وثقافة إزيرو (3300-2700 قبل الميلاد). ثقافة انيوليثيك فارنا في بلغاريا (4600-4200 قبل الميلاد بالكربون المشع) والتي أنتجت أقرب كنز من الذهب معروف في العالم وكان معتقداتها متطورة حول الحياة بعد الموت. وهناك مجموعة بارزة من التحف عبارة ألواح يطلق عليها (Tمrtمria) وجدت في رومانيا ويبدوعليها أنها نقشت بالكتابة البدائية. وثقافة بوتمير (2600-2400 قبل الميلاد) التي وجدت في ضواحي سراييفو في الوقت الحاضر ووجدت ألواح من السيراميك متطورة وفريدة من نوعها ومن المحتمل أنها ترجع إلى الإليريون البدائيين في العصر البرونزي.

### العصر النحاسى

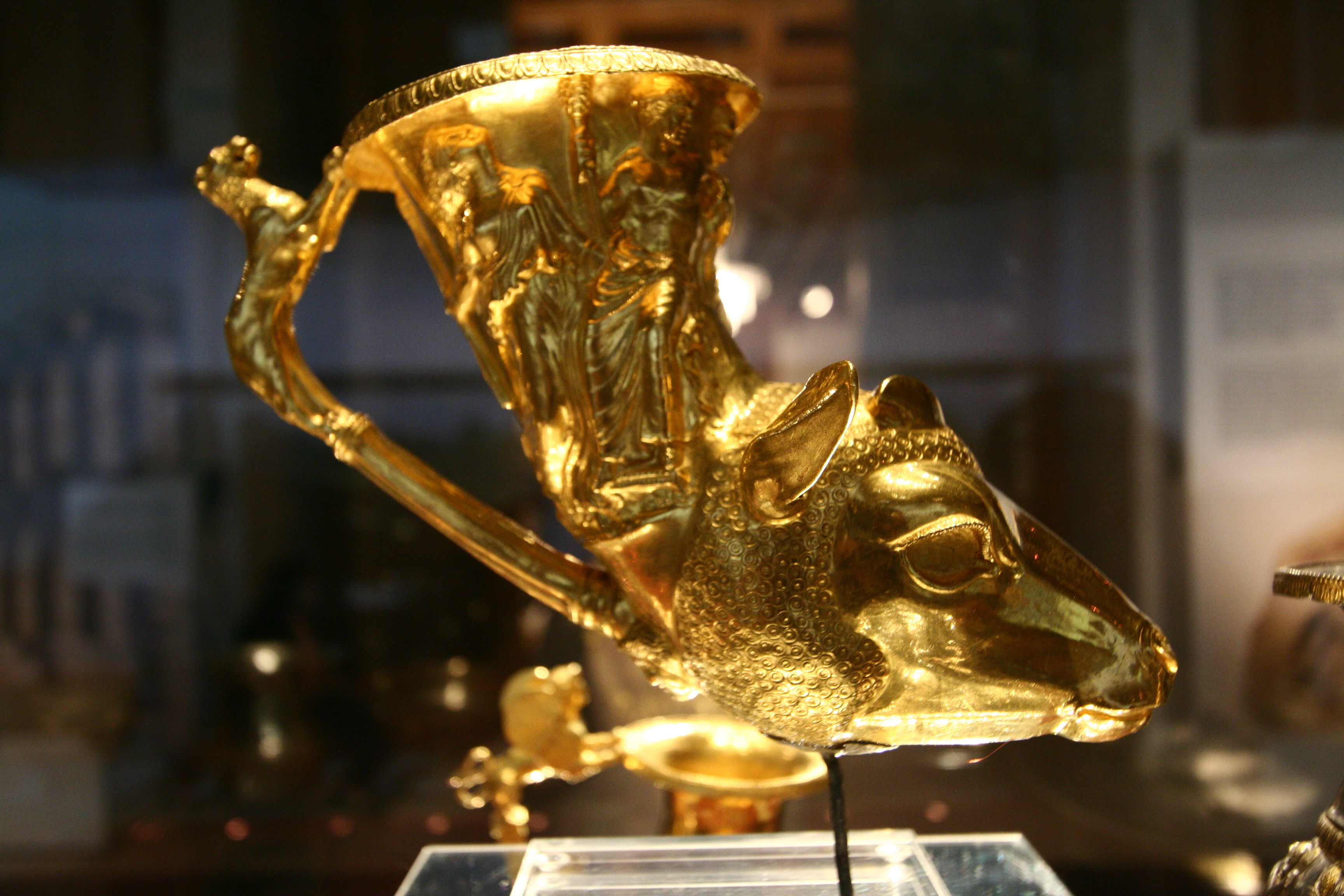
ريتون ذهبى أحد قطع كنز باناغيوريشت في تراقيا المكتشف الذي يرجع تاريخه إلى 4أو3 قرون قبل الميلاد.

في العصر النحاسى حوالى (1000 قبل الميلاد) ظهرت القبائل الإيليرية في أجزاء من شمال ألبانيا وعلى طول ساحل البحر الأدرياتيكي في مناطق ما يعرف اليوم باسم رومانيا، وتراقيون في تراقيا والأراضي المجاورة لها (الآن رومانيا وبلغاريا ومولدوفا وشمال شرق اليونان والجزء الأوروبي من تركيا وشرق صربيا وجمهورية مقدونيا) وتحدثت هذه المجموعات القبلية الرئيسية بلغات البلقان القديمة واللغات الهندو أوروبية. ويبدو أن الموناتيين قد استقروا في منطقة جنوب البلقان في البداية ولكن بعد عدة قرون مستمرة من هجرتهم إلى آسيا الصغرى انقرضت الآن هذه المجموعة وكلغة مستقلة.

## العصور القديمة

### العصر الحديدي
بعد الفترة التي تلت وصول الدوريان والمعروفة باسم العصور اليونانية المظلمة تطورت الثقافة اليونانية الكلاسيكية في جنوب شبه جزيرة البلقان وجزر بحر ايجه وغرب آسيا والمستعمرات اليونانية الصغيرة بدءا من حوالي القرن التاسع والقرن الثامن قبل الميلاد وبلغت ذروتها مع الديمقراطية التي وضعت في أثينا القرن السادس والقرن الخامس قبل الميلاد وفي وقت لاحق وبعد انتشار الثقافة الهلنستية في جميع أنحاء الإمبراطورية التي أنشأها الإسكندر الأكبر في القرن الرابع قبل الميلاد. الإغريق كانوا أول من وضعوا نظام لطرق التجارة في منطقة البلقان من أجل تسهيل التجارة مع السكان الأصليين. وما بين (700-300 قبل الميلاد) أسس الإغريق عددا من المستعمرات على ساحل البحر الأسود الساحل وآسيا الصغرى ومنطقة دالماتيا جنوب إيطاليا ماجنا غراسيا (اليونان العظمى). 
وفي نهاية القرن الرابع قبل الميلاد كانت اللغة والثقافة اليونانية هي المهيمنة ليس فقط في البلقان بل أيضا حول البحر الأبيض المتوسط الشرقي كله. وفي أواخر القرن السادس قبل الميلاد غزا الفرس منطقة البلقان، ومن ثم الانتقال إلى المناطق الخصبة في أوروبا وكان الفرس يحكموا أجزاء من منطقة البلقان والمناطق الشمالية منها لبعض الوقت بما في ذلك تراقيا وبيونيا ومقدونيا ومعظم المناطق الساحلية على البحر الأسود في رومانيا وأوكرانيا وروسيا ومع ذلك أسفرت نتائج الحروب (اليونانية-الفارسية) على إجباره الفرس على الانسحاب من معظم الأراضي الأوروبية. وظلت منطقة البلقان خالية من الإمبراطوريات الآسيوية لألف سنة أخرى على الأقل. 
تأسست الإمبراطورية الأودريسانية التراقيه حوالى 470 قبل الميلاد بعد هزيمة الفرس في اليونان وكانت عاصمتها سيوثوبوليس بجوارستارازاغورا في بلغاريا في الوقت الحاضر. بالإضافة إلى الاتحادات القبلية الأخرى في داقيا التي نأسست في وقت مبكر من بداية القرن الثامن قبل الميلاد في عهد الملك أوروليس. وكانت القبائل الإيليرية توجد في المنطقة المقابلة لساحل البحر الادرياتيكي اليوم. تم استخدام اسم إيليري للإشارة إلى الأشخاص الذين يشغلون مساحة تتمحور حول بحيرة سكادار، وتقع بين ألبانيا والجبل الأسود (الإليريون). ومع ذلك، تم استخدام المصطلح في وقت لاحق من قبل اليونانيين والرومان كاسم عام للشعوب المختلفة داخل هذه المناطق. وفي نفس الطريق احتلت الأراضي إلى الشمال من مملكة مقدونيا من قبل البايونيانس الذي كان يحكمها أيضا من قبل ملوك، والذين كانوا يتحدثوا نوعا من اليونانية وهذا غير مؤكد ولكن عملاتها المعدنية تحمل علامات من تلك اللغة.

### الإمبراطورية الفارسية الأخمينية (من القرن 6 إلى القرن 5 قبل الميلاد)
حول 513 قبل الميلاد اجتاحت جيوش الامبراطورية الفارسية الاخمينية منطقة البلقان في عهد داريوس الأول وحاولت هزيمة السكيثيين الغربين وطردهم إلى شمال نهر الدانوب. بالإضافة إلى شعوب تراقيا تقريبا جميع المناطق الأوروبية الأخرى المطلة على البحر الأسود (بما في ذلك أجزاء من بلغاريا ورومانيا وأوكرانيا وروسيا) في الوقت الحاضر قد غزاها الجوش الفارسى قبل عودته إلى آسيا الصغرى وحظى القائد ميجابازوس من داريوس على تقدير كبير وفاء لانتصاراته في البلقان. واحتلت القوات الفارسيه تراقيا والمدن اليونانية الساحلية وبايونيانس في نهاية المطاف في حوالي (512-511 قبل الميلاد) وقبل الملك المقدوني أمينتاس الاستسلام لهيمنة الفرس واستسلمت بلاده كدولة تابعة للامبراطرية الأخمينية الفارسية. وامتلكت الامبراطورية الفارسية جيش كبير متعدد الأعراق وضم الكثير من الجنود من منطقة البلقان. وعلاوة على ذلك فإن العديد من النخبة المقدونية والفارسية تزاوجوا على سبيل المثال ميجابازوس تزوج بباريس ابنه أمينتاس والتي حدثت لتضمن علاقات جيدة بين المقدونيين والحكام الفرس.
في أعقاب الثورة الأيونية تم استعادة السلطة الفارسية في البلقان على يد القائد الاخمينى الفارسى ماردونيوس في 492 قبل الميلاد والتي لم شملت إعادة إخضاع تراقيا فقط ولكن أيضا إدراج كامل مقدونيا إلى الإمبراطورية الفارسية. الغزو الفارسي أدى بشكل غير مباشر إلى صعود قوة مقدونيا في البلقان حيث كان لها بعض المصالح المشتركة مع الفرس في البلقان. ومع المساعدة الفارسية استطاع المقدونيين كسب الكثير على حساب بعض قبائل البلقان مثل بايونيانس واليونانيين. في جميع الأحوال استفاد المقدونيين والفرس من تحالفهم مع بعضهم في البلقان. حتى الجنود المقدونيين قاتلوا ضد أثينا واسبرطة ضمن جيش زركسيس.
على الرغم من الإطاحة بالحكم الفارسي في البلقان بعد فشل غزو زركسيس.قلد المقدونيين والتراقيون الفرس في تقاليدهم وثقافتهم وأيضًا الاقتصاد من القرن الخامس إلى منتصف القرن الرابع قبل الميلاد. وبعض النقوشات المحفورة في سيندوس وفيرغينا تدل على بعض التأثر بالممارسات الآسيوية أو حتى المستوردة من بلاد فارس في أواخر السادس وأوائل القرن الخامس قبل الميلاد. 

### دول البلقان قبل الرومان (من القرن الرابع إلى القرن الأول قبل الميلاد)
أنشأ بارديليس زعيم الداردانيان مملكة تحولت فيها ايليريا إلى سلطة محلية هائلة في القرن الرابع قبل الميلاد وكانت المدن الرئيسية في هذه المملكة سكودرا (في الوقت الحاضر شقودرة في ألبانيا) ورهيزون (في الوقت الحاضر ريزان في الجبل الأسود).وفي عام 359 قبل الميلاد قتل الملك بيرديكاس الثالث المقدوني أثناء مهاجمة الإليريون.
ولكن في عام 358 قبل الميلاد هزم فيليب الثاني المقدوني والد الإسكندرالأكبر جيوش الإليريون وتولى السيطرة على أراضيها حتى بحيرة أوهريد (مقدونيا الحالية).حتى أن الإسكندر نفسه هزم قوات زعيم الايلريين كليتوس في عام 335 قبل الميلاد وبعد ذلك رافق زعماء وجنود قبائل الايلريين الإسكندر في غزوه لبلاد فارس. وبعد وفاة الإسكندر في 323 قبل الميلاد بدأت الدول اليونانية القتال فيما بينهم مرة أخرى. في حين أن في الشمال نشأت سلطة سياسية حاكمة للايلرين مرة أخرى. وفي 312 قبل الميلاد استولى الملك جلاوكياس ابيدامنوس على السلطة. وفي نهاية القرن الثالث قبل الميلاد كانت مملكة الإيلريين مقرها في سكودرة (شكودرة حاليا) تسيطر علي شمال ألبانيا والجبل الأسود والهرسك. وتحت حكم الملكة توتا هاجم الإليريون السفن التجارية الرومانية التي تبحر في البحر الأدرياتيكي وقدمت لروما ذريعة لغزو البلقان. 
وخلال الحروب الإيليرية من 229 قبل الميلاد إلى 219 قبل الميلاد سيطرت روما على المستوطنات الإليرية في وادي نهر نيريتفا وقمعت القراصنة التي جعلت من البحر الأدرياتيكي غير آمن. وفي 180 قبل الميلاد.وهزم الرومان جينتوس آخر ملوك الايلريين في سكودرة في عام 168 قبل الميلاد وأسروه وتم نقله إلى روما في 165 قبل الميلاد. وتم إنشاء أربعة مقاطعات تابعة والتي كانت في الواقع تحكمها روما. وفي وقت لاحق كانت تحكم المنطقة مباشرة من قبل روما ضمن الولايات الرومانية وكانت العاصمة لها هي مدينة سكودرة. وفي عام 168 قبل الميلاد وبالاستفادة من الحروب الأهلية اليونانية المستمرة هزم الرومان بيرسيوس ملك مقدونيا في هو وحلفائه في جنوب اليونان. حتى أصبحو الرومان أسياد المنطقة. وقُسمت أراضي البلقان إلى مقدونيا وإشعيا وابيروس.

## الفترة الرومانية

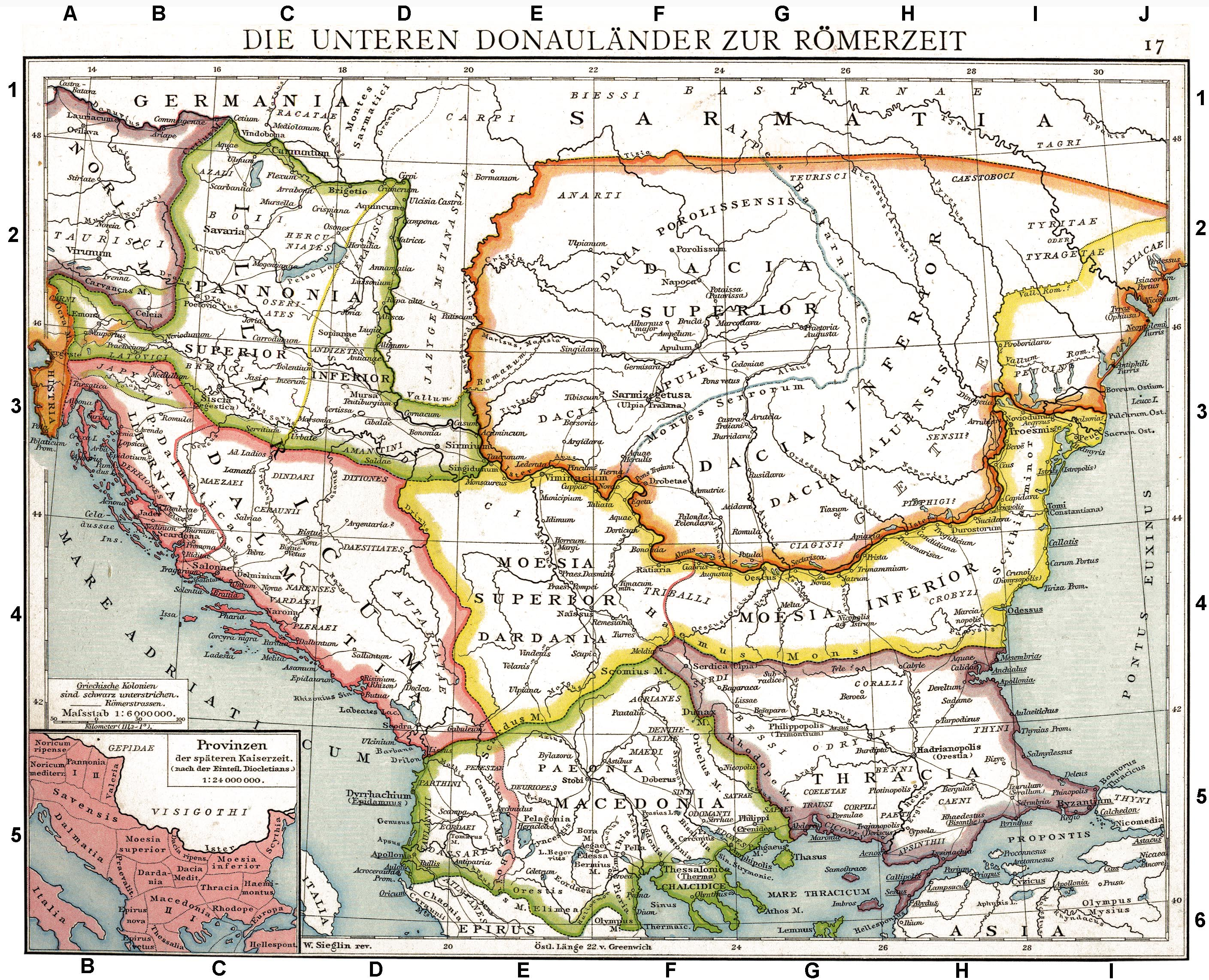
ولايات البلقان في الإمبراطورية الرومانية الغربية.

بدءا من القرن الثانى قبل الميلاد بدأت الإمبراطورية الرومانية ضم منطقة البلقان وتحويلها إلى واحدة من المناطق التابعة للإمبراطورية الرومانية التي بدأت في النهوض حتى أصبحت الإمبراطوريات الأكثر ازدهارا واستقرارا. وحتى يومنا هذا إرث الإمبراطورية الرومانية واضح للعيان في العديد من الآثار والتحف المنتشرة في جميع أنحاء منطقة البلقان والأهم من ذلك اللغات اللاتينية والتي مازال يتم استخدامها من قبل ما يقرب من 25 مليون شخص في منطقة البلقان (اللغات الشرقية الرومانسية). ومع ذلك فشل النفوذ الروماني في القضاء على الثقافة اليونانية والتي حافظت على وضعها السائد في النصف الشرقي من الإمبراطورية وبالطبع ما زالت قوية في النصف الجنوبي من البلقان.
في بداية القرن الثالث الميلادي بدأت حدود روما في البلقان في الضعف شيءًا فشيءًا بسبب الاضطرابات السياسية والاقتصادية الداخلية خلال هذا الوقت في المقاطعات الرومانية وخاصة في البلقان التي زادت أهميتها وأصبحت واحدة من أربعة  من كبرى ولايات الإمبراطورية الرومانية حيث نشأ فيها العديد من المحاربين والإداريين والأباطرة في هذه المنطقة والعديد من الحكام قاموا ببناء منازلهم في هذه المنطقة.
على الرغم من أن الوضع كان قد استقر مؤقتا في فترة حكم الإمبراطور قسطنطين بدأت موجات من الشعوب غير الرومانية أبرزها الثيرفينجس والقوط والهون بدأت بالعبور إلى الأراضي لأول مرة في حالة الثيرفينجس عبروا كلاجئين بإذن من الإمبراطور للاحتماء من خصومهم الهون ثم بعد ذلك مثل الغزاة انقلبوا على مضيفيهم الرومان بعد عقود من العبودية حيث وضع الثيرفينجس قواتهم تحت قيادة فريتيجيرن وفي وقت لاحق القوط الغربيين تحت قيادة ألاريك الأول وفي نهاية المطاف زحف غزوهم الهمجى إلى داخل منطقة البلقان بأكملها قبل أن ينتقل غربا إلى غزو إيطاليا نفسها. 
بنهاية الإمبراطورية الرومانية في منطقة البلقان أصبحت البلقان ممرا للغزاة للتحرك غربا فضلا عن أنها أصبحت ساحة للمعاهدات والمناورات السياسية المعقدة مع الرومان والقوط والهون وكان جميعهم يسعوا إلى أفضل منفعة لصالح شعوبها في ظل العقود الأخيرة المتغيرة وغير المستقرة للإمبراطورية الرومانية.

### صعود المسيحية
جاءت المسيحية الأولى إلى المنطقة عندما سافر القديس بولس وبعض أتباعه في البلقان مرورا بتراقيا وايليرين واليونان والمناطق المأهولة بالسكان. كان انتشار المسيحية لليونانيين في بيرويا وتسالونيكي وأثينا وكورنث وديراتشيوم. والقديس أندراوس أيضا بشر فيما بين داسيانز والسكيثيين وقد بشر في دبروجه وفي منطقة البحرالأسود حاليا. وفي عام 46 م غزا الرومان هذه الأراضي وضمها لمنطقة مويسيا.
في عام 106م الإمبراطور تراجان غزا داسيا. وفي وقت لاحق جاء المستعمرين المسيحيين والجنود والعبيد إلى داسيا وانتشرت المسيحية هناك. وفي القرن الثالث الميلادى ازداد عدد المسيحيين إلى أن أصدر الإمبراطور قسطنطين في روما مرسوم ميلانو عام 313م الذي أدى إلى إنهاء جميع أشكال الاضطهاد الروماني الذي ترعاه ضد المسيحية بعد ذلك أصبحت المنطقة ملاذا للمسيحيين.ثم بعد ذلك بوقت لاحق بحوالى اثني عشر عاما فقط في عام 325م حضر الإمبراطور قسطنطين افتتاح مجمع نيقية. ثم في عام 391م الإمبراطور ثيودوسيوس الأول جعل المسيحية الديانة الرسمية لروما.
الانشقاق العظيم والمعروف أيضا باسم الانشقاق الكبير (رغم أن هذا المصطلح الأخير يشير أحيانا إلى الانشقاق الغربي في وقت لاحق) وكان هذا الحدث الذي قسم المسيحية في الغرب إلى الكنيسة الكاثوليكية وفي الشرق إلى الكنيسة اليونانية الأرثوذكسية وبعد ذلك الخط الفاصل للإمبراطورية الغربية يتحدث اللاتينية وفي الإمبراطورية الشرقية يتحدث اليونانية وذلك الخط الفاصل كان يسمى  خط جيريتشك الذي يمر عبر منطقة البلقان التاريخية فيجزئها إلى جزئين شمالي متأثر باللغة اللاتينية وجنوبي متأثر باليونانية بالنسبة لمنطقة البلقان.
في البداية السبب الرئيسي الذي أدى للانشقاق هو الخلاف حول سلطة البابا ليو التاسع الذي أراد أن يكون له سلطة على البطاركه اليونانيين الشرقيين الأربع حيث رأى البطاركة اليونانيين الشرقيين أن البابا يملك سلطة روحية في نطاق رعيته فقط ووأيضا رغبة الغربيين بإضافة عبارة على قانون الإيمان النيقاوي حول انبثاق الروح القدس من الابن أيضا إضافة للآب. السبب الجوهرى الرئيسى الذي كان بالطبع هو الأكثر خطورة وواقعية هو كان التنافس على السلطة بين العواصم القديمة والجديدة للإمبراطورية الرومانية المتمثلة في (روما والقسطنطينية) بالإضافة لتلك الأسباب الجوهرية وجدت أيضا عوامل ومؤثرات أقل أهمية أدت لحدوث الانشقاق كالممارسات الطقسية وغيرها.

## العصور الوسطى المبكرة

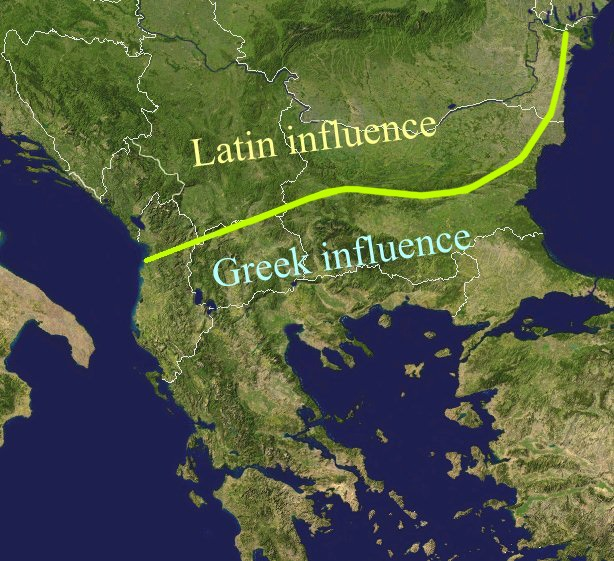
خط جيريتشك الذي يفصل بين مناطق النفوذ اليوناني واللاتيني قبل الحروب السلافية.

### الإمبراطورية الرومانية الشرقية (البيزنطية)
كانت الإمبراطورية البيزنطية والناطقة اليونانية هي الإمبراطورية الرومانية الشرقية خلال العصور الوسطى والتي تركزت في عاصمتها القسطنطينية وخلال معظم تاريخها كانت تسيطرعلى الولايات في منطقة البلقان وآسيا الصغرى. الإمبراطور الروماني جستنيان الشرقى أخذ فترة من الوقت في استعادت الكثير من الأراضي التي كانت تحت حكم الإمبراطورية الرومانية الموحد من إسبانيا وإيطاليا إلى الأناضول. وعلى عكس الإمبراطورية الرومانية الغربية والتي  أخذت في الضعف والانهيار حتى سقطت في عام 476م. استمرت الإمبراطورية الرومانية الشرقية عدة قرون بعد ذلك حتى سقطت على يد السلطان محمد الثاني والإمبراطورية العثمانية في العام 1453م.وكانت تمتلك فوة سياسية وعسكرية كبيرة  والتي ساهمت عن غير قصد أن ظلت أوروبا الغربية في مأمن من العديد من الغزوات أكثر تدميرا من الشعوب الشرقية في الوقت الذي كانت فيه الممالك المسيحية الغربية لا تزال جديدة وهشة الذين كانو قد يواجهون صعوبات في احتواء هجمات هذه الشعوب.
حجم التأثير والنفوذ للامبراطورية البيزنطية على أوروبا والعالم المسيحي دفع  أوروبا والعالم المسيحى إلى الاعتراف بها أخيرًا كحامية للعالم المسيحى. حيث أصدر الإمبراطور جستنيان الأول ما يعرف بقانون أو مدونة جستنيان الأول وهو ما اعتبر لاحقًا بمثابة أساس للتطور اللاحق من المدونات القانونية. ولعبت بيزنطة دورا هاما في نقل المعرفة الكلاسيكية للعالم الإسلامي وإلى عصر النهضة في إيطاليا لأنها كانت غنية بالتراث التاريخى المكتوب والمحفوظ الذي ساهم في الحفاظ على المعارف القديمة التي بنيت على الفن الرائع والعمارة والأدب والإنجازات التكنولوجية.وهذا تجسد في الرؤية البيزنطية للمسيحية الأرثوذكسية التي انتشرت على أيديها في جميع أنحاء أوروبا الشرقية بسبب انتشار العمل التبشيري المسيحى الأرثوذكسي لمختلف الشعوب السلافية بين الذين لا يزال هو الدين السائد ة التي أدت في نهاية المطاف إلى إنشاء ما يسمى «الكومنولث البيزنطي» (وهو مصطلح ابتدعه المؤرخين القرن ال20) في جميع أنحاء أوروبا الشرقية الذي تعتقد بالمسيحية الأرثوذكسية. وانتشرت الجاليات اليهودية أيضا عن طريق البلقان في هذا الوقت حيث كان اليهود في المقام الأول يهود رومانيوتيس (جالية يهودية عاشت في اليونان) وهم يهود يونانيين أثر فيهم «الكومنولث البيزنطي». وأثرت الثقافة المسيحية اليونانية وكذلك ثقافة اليهود الرومانيوتيس على الثقافات الناشئة في البلقان وأوروبا الشرقية.

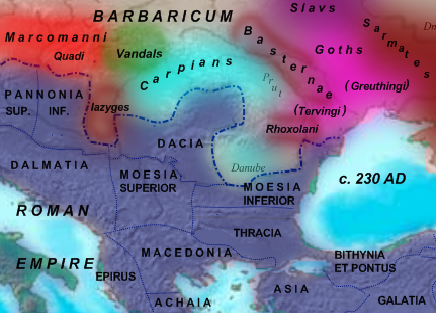
الإمبراطورية الرومانية والتحالفات البربرية في منطقة البلقان عام 200م.

طوال تاريخها كانت حدودها متقلبة وكثيراً ما تشارك في صراعات متعددة ليس فقط من العرب والفرس والأتراك في الشرق، ولكن أيضا مع جيرانهم البلغار المسيحيين والصرب والنورمان والصليبيين والتي كانت كلها في وقت واحد أوعلى فترات متقطعة من أجل السيطرة على مساحات واسعة من أراضيها. ومع اقتراب النهاية لم تضم الإمبراطورية سوى القسطنطينية وبعض من الممتلكات الصغيرة في البرالرئيسي لليونان حيث فقدت جميع الولايات والمقاطعات الأخرى في كل من البلقان وآسيا الصغرى. تم التوصل إلى أن وصلت إلى النهاية في عام 1453م عندما تم بنجاح حصار المدينة على يد السلطان محمد الثاني لتصل روما الثانية إلى نهايتها.

### الغارات البربرية
بالتزامن مع انهيار وضعف الإمبراطورية الرومانية مرت العديد من القبائل «البربرية» من خلال البلقان ولكن معظمهم لم يترك أي دولة دائمة. وخلال هذه «العصور المظلمة» كانت أوروبا الشرقية مثل أوروبا الغربية حبث تراجعت ثقافيا واقتصاديا على الرغم من وجود جيوب من الازدهار والثقافة استمرت على طول المدن الساحلية من البحر الأدرياتيكي والمدن اليونانية الكبرى في الجنوب. حيث انسحبت الإمبراطورية البيزنطية من على حدودها أكثر فأكثر في محاولة لتوطيد السلطة المتبقية لها وتعزيز قوتها.
القوط كانت القبيلة البربرية الأولى التي دخلت إلى منطقة البلقان وجاءت من شمال ألمانيا عبر سكيثيا الذين تحركوا جنوبا إلى منطقة البلقان الرومانية بعد تهديد الهون وفي نهاية المطاف مُنحت القوط أراضي جنوب نهر الدانوب داخل نطاق الإمبراطورية البيزنطية كحلفاء (فيوديراتي). وعلى الرغم من ذلك بعد فترة من المجاعة تمرد القوط الغربيين وهزموا الإمبراطور فى عام 378م بعد ذلك دخل القوط الغربيين روما ونهبوها في عام 410م وفي محاولة للتعامل معهم تم منحه م أراضي في فرنسا.
الهون أسسوا نواة حكم كونفدرالية في منطقة الأورال أدرجت في وقت لاحق مختلف القبائل الجرمانية سارماتيون والقبائل السلافية بعد ذلك انتقلت غربا إلى أوروبا لدخول بانونيا في 400-410 م ومن المفترض أن الهون قد تسببت في الهجرات الجرمانية الكبيرة إلى أوروبا الغربية.ومن قاعدتهم روع الهون الكثير من الناس واتخذت الإرهاب لترويع خصومهم في الميدان الممتد من ألمانيا وبحر البلطيق إلى البحر الأسود. ومع وفاة أتيلا الهونى في عام 454م أدت الصراعات الداخلية والخارجية إلى الانهيار السريع لهيبة الهون واختفاءها من أوروبا. في الوقت نفسه تحررت فبائل القوط الشرقيون من سيطرة الهون في عام 454م وأصبحوا فيوديراتى أيضا.هاجر القوط الشرقيين أيضا إلى الغرب بتكليف من البيزنطيين وإنشاء دولة في إيطاليا. في النصف الثانى من القرن الخامس والنصف الأول من القرن السادس دخلت قبائل جديدة من القبائل الجرمانية إلى منطقة البلقان الغبيديون بعد أن عاشو في داسيا في القرن الثالث مع القوط حيث استقروا في بانونيا.وفي النهاية غزوا في نهاية المطاف بلغراد وسريمسكا ميتروفيتشا وأسسوا مملكة لم تدم طويلا في القرن السادس.دخل اللومبارديون بانونيا في عام 550م وهزموا الغبيديون وأخضعوهم وفي عام 569م لغزو شمال إيطاليا وإنشاء مملكتهم الخاصة على حساب القوط الشرقيين.

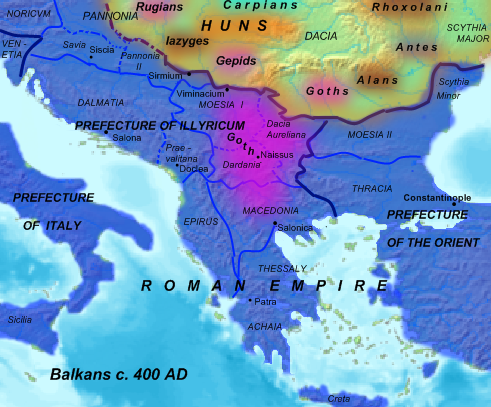
البلقان خلال حكم إمبراطورية الهون عام 400م.

السلاف والمعروفين أيضا باسم الصقالبة هاجروا في موجات متعاقبة وأعداد صغيرة منهم هاجروا في وقت مبكر من القرن الثالث الميلادى ومع ذلك فإن الجزء الأكبر من الهجرة لم تحدث  إلا في القرن السادس حيث هاجر السلاف من أوروبا الوسطى وأوروبا الشرقية وأصبح في نهاية المطاف ما يعرف بالسلاف الجنوبيين وأصبحوا رعايا للإمبراطورية الرومانية.

شمال منطقة البلقان في القرن السادس الميلادى.

آفار أوراسيا هم مجموعة تركية أو ربما من المغول وربما أنها كانت تحت حكم خاقانية روران وهربوا من خاقانية غوكتورك ودخلوا إلى أوروبا الوسطى في القرن السابع الميلادي مما اضطر اللومبارديون على الفرار إلى إيطاليا. وهاجم العديد من أفرادها باستمرار منطقة البلقان مما ساهم في الانحدار والضعف العام في المنطقة التي بدأت منذ عدة قرون مضت. وبعد حصارهم الفاشل على القسطنطينية عام 626م اقتصر تواجدهم في أوروبا الوسطى حيث عاشو بالقرب من السلاف الغربيين التي كانت تسكن بالفعل في المنطقة. وبحلول القرن العاشر انهارت خاقانية الآفار بسبب الصراعات الداخلية والهجمات السلافية وتم استيعاب الأفار المتبقيين في وقت لاحق من قبل السلاف والمجريين.
البلغار هم شعوب من آسيا الوسطى والكثير يعتقد أنهم شعوب تركية-ألتاي أو شعوب هندية- آرية. وقد بدأت موجة هجرة البلغار الكبرى مع وصول الخان أسباروخ لقيادة البلغار. وكان أسباروخ أحد خلفاء الخان كربات الذي كان خان العظيم. وقد احتلوا السهول الخصبة في أوكرانيا لعدة قرون حتى اجتاحتهم خاقانية الخزر في عام 660م وتسببت في هجرة المزيد منهم. ورحل جزء منهم ناحية الجنوب الغربى تحت قيادة أسباروخ واستقروا في بيسارابيا عام 670م. وفي عام 680 م غزت مويسيا ودبروجة وشكلت خاقانية مع القبائل السلافية المحلية الذين هاجروا هناك في القرن الماضي. وبعد تعرض البلغار والسلاف للهزيمة على يد الإمبراطورية البيزنطية اعترفت الإمبراطورية البيزنطية بسيادة خانات أسباروخ في معاهدة صلح لاحقة وقعت في عام 681 م. ويعتبر هذا العام هو نفسه التي أقيمت فيه دولة بلغاريا. واستقرت مجموعة صغيرة من البلغار تحت حكم الخان كوبير واستقروا معا تقريبا في سهل بيلجونيان في غرب مقدونيا بعد أن أمضوا بعض الوقت في بانونيا. وبعض البلغار كانو قد دخلوا فعلا أوروبا في وقت سابق مع الهون. وبعد تفكك إمبراطورية الهون تفرق معظم البلغارفى أوروبا الشرقية.
المجريين تحت قيادة آرباد كانت القبيلة الرائدة في اتحاد القبائل المجرية الذي كان يتكون من عشرة قبائل. ودخلوا أوروبا في القرن العاشر الميلادى واستقروا في بانونيا. وهناك واجهوا سكان المنطقة وكانوا في الغالب من السلاف وبقايا الآفار. والمجريين هم شعب أورالى قادم من غرب جبال الأورال. تعلموا فن الحرب والقتال بواسطة الخيالة من الشعوب التركية. وبعد ذلك هاجر إلى الغرب حوالى عام 400م واستقروا في منطقة دنيبر. حيث كانوا رعايا تابعين لخاقانية الخزر. حيث استقروا بالقرب من البلغار والالنز. ومع وقوفهم إلى جانب الثلاث قبائل المتمردة ضد حكم قبيلة البيتشنغ الحاكمة لخاقانية الخزرومع خسارة هذه القبائل في هذه الحرب الأهلية ومع المعارك المستمرة مع البيتشنغ ربما كان هذا حافزا لهم لمزيد من التحرك غربا إلى أوروبا.

الإمبراطورية البلغارية الأولى في أعظم اتساع لها في عهد سيميون الأول.

الرومان المحليين وبقايا المتكلمين باللاتينية من سكان العصر الحديدي في منطقة البلقان بدأوا اندماجهم بشكل رئيسي مع السلاف واليونانيين. ومع ذلك فالمجتمعات الناطقة باللاتينية البارزة لم يكن معلوم أنهم ما زالوا على قيد الحياة. في الأدب يعرف الناطقين باللغات الرومانسية-اللاتينية بالفلاش. وفي داقية بدأالمستعمرين الرومان واللاتين بالتراجع إلى جبال الكاربات في ترانسيلفانيا بعد انسحاب الرومان. والأدلة الأثرية تشير إلى وجود السكان اللاتين في ترانسيلفانيا في القرن الثامن الميلادى على الأقل.مع العلم أنه قبل القرنين السابع والثامن كانت موجودة الإمبراطورية الرومانية فقط إلى الجنوب من نهر الدانوب في شكل الإمبراطورية البيزنطية وعاصمتها القسطنطينية. في ظل هذا التنوع العرقى في الإمبراطورية الرومانية تم الاعتراف بالفلاش مثلهم مثل الذين يتحدثوا باللاتينية اللغة الرسمية للإمبراطورية البيزنطية والتي تستخدم فقط في الوثائق الرسمية وحتى القرن السادس عندما تم تغييرها إلى اللغة اليونانية السائدة في تلك الفترة. والفلاش الأصليين يشتملون على مجموعات متنوعة من الجماعات العرقية أبرزها التراقيون والداقيون والإليريون الذين شاركوا المجتمع الرومانى في استيعاب اللغة والثقافة الرومانية في الإمبراطورية الرومانية واستقروا إلى جانب المستعمرين الروماني في مناطقهم.آنا كومنينا الأميرة والمؤرخة البيزنطية ذكرت في كتابها أليكسيادا عن الداقيون (بدلا من الفلاش) في البلقان ومن الجانب الشمالي من نهر الدانوب وأنها اعتبرتهم من الرومانيين. ونجا السكان الناطقين بالرومانسية على البحرالأدرياتيكي ويعتقد أن الألبان منحدرين جزئيًا من قبل بعض الإليريون المتحدثين باللاتينية.

### الإمبراطورية البلغارية الأولى
في القرن السابع الميلادى تأسست الإمبراطورية البلغارية الأولى. وزادت قوتها بشكل كبير في القرون القادمة وامتدت سيطرتها من دنيبر إلى بودابست والبحر الأبيض المتوسط. وقد هيمنت بلغاريا على البلقان على مدى القرون الأربعة التالية وكان لها دور أساسي في اعتماد المسيحية في المنطقة. وأمرالقيصر البلغارى بوريس  بإنشاء الأبجدية البلغارية التي انتشر في وقت لاحق من قبل المبشرين في الشمال وصولا إلى روسيا.

## العصور الوسطى المتوسطة

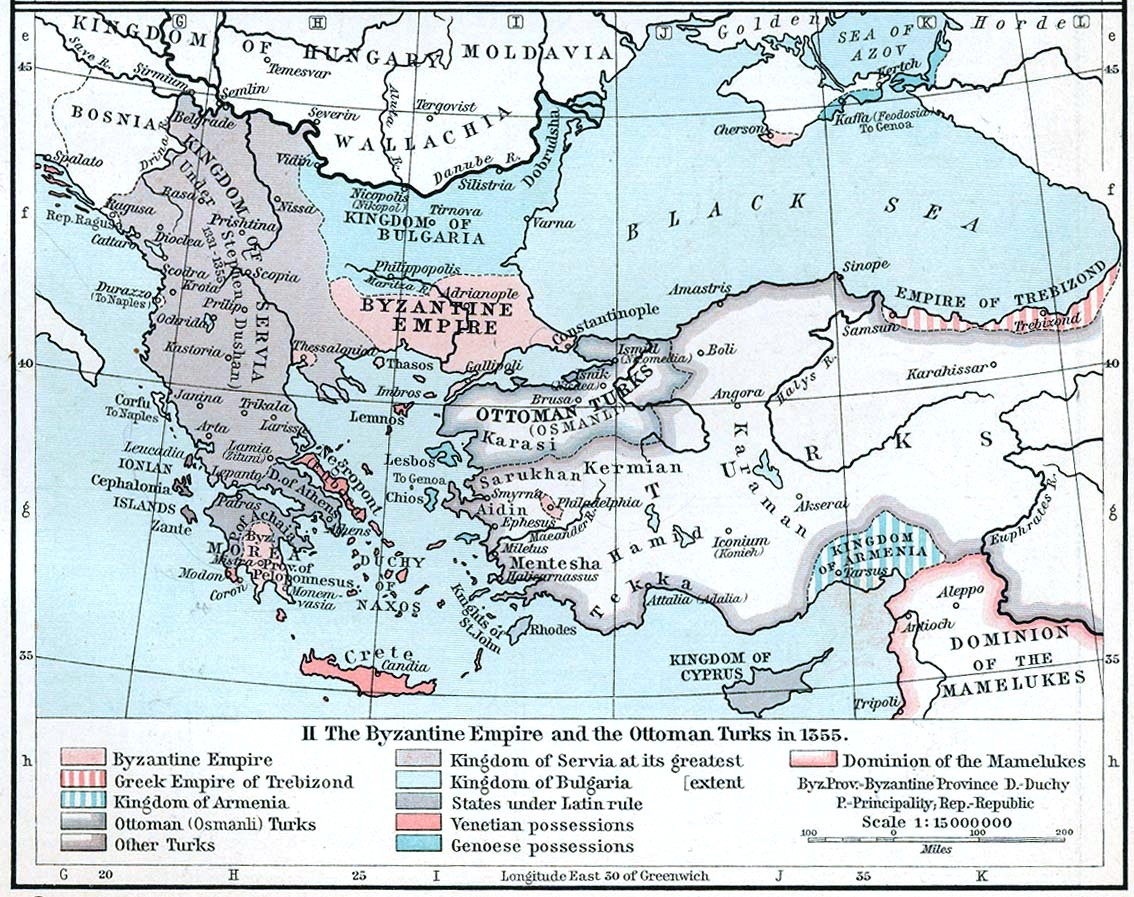
البلقان عام 1355م.

### جمهورية البندقية
↵في بناء إمبراطوريتها التجارية والبحرية هيمنت جمهورية البندقية على تجارة الملح واستحوذت على السيطرة على معظم الجزر في بحر إيجه بما في ذلك قبرص وكريت وأصبحت قوة رئيسية في الشرق الأدنى وسبطة كاملة على منطقة البلقان. واستولت البندقية على عدد من المواقع على السواحل الشرقية للبحر الأدرياتيكي قبل عام 1200م وذلك لأسباب تجارية بحتة ولكن أيضا لمواجهة خطر القراصنة على أساس أنهم يشكلون تهديد لتجارتها.  وأصبح حاكم البندقية دوجي منذ ذلك الحين يحمل ألقاب دوق دالماتيا ودوق إستريا. وأصبحت البندقية قوة إمبراطورية كاملة بعد الحملة الصليبية الرابعة الممولة من البندقية في عام 1203م وفي عام 1204م والتي استولت فيها على القسطنطينية وأنشأت الإمبراطورية اللاتينية. بعد ذلك بسطت البندقية نفوذها في جزر بحر إيجة المعروفة باسم دوقية الأرخبيل وأيضا اكتسبت السيطرة على جزيرة كريت.

## العصور الوسطى المتأخرة

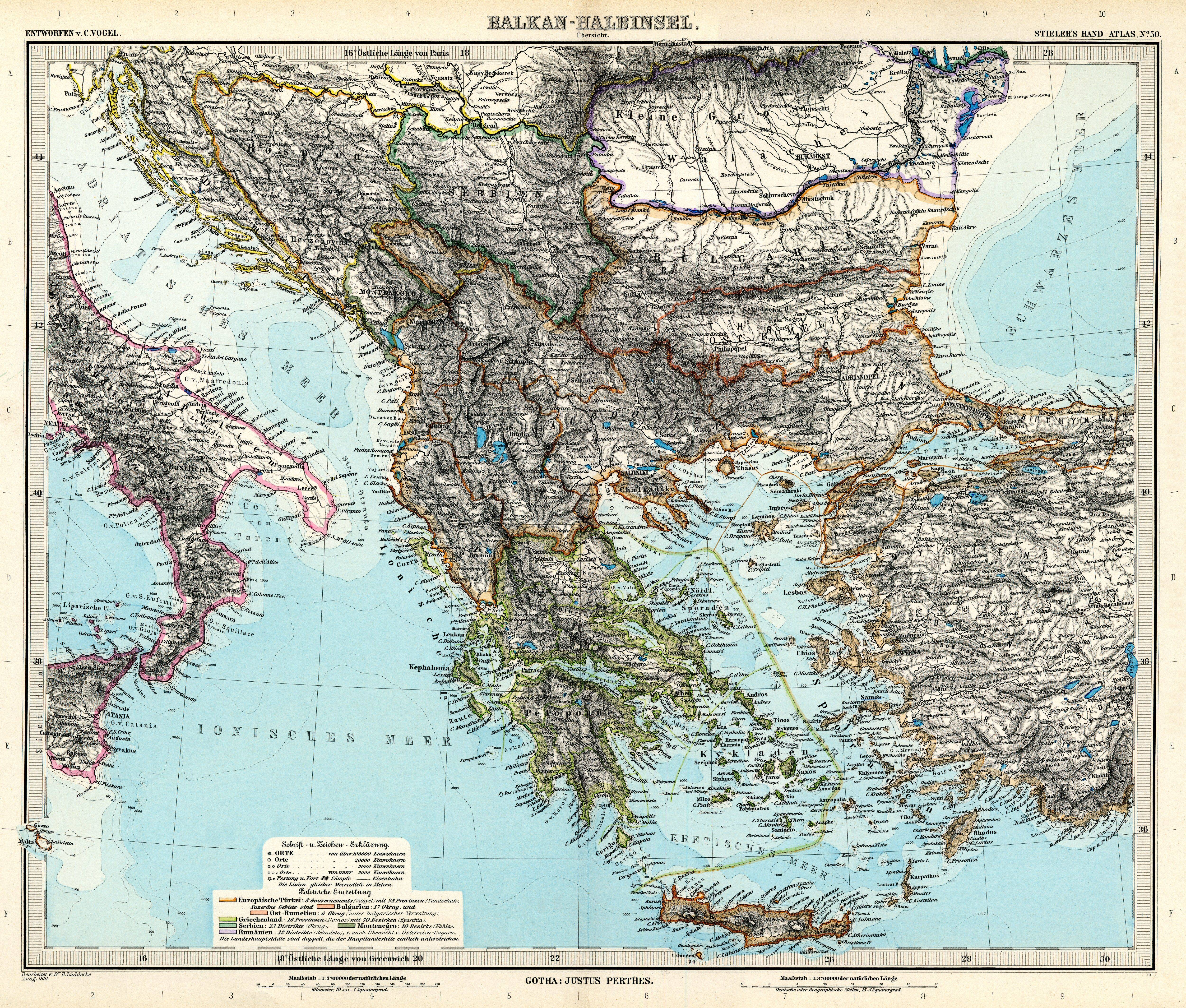
البلقان في نهاية القرن التاسع عشر.

في القرن الرابع عشر سيطرت البندقية على معظم التجارة البحرية في البلقان مع ممتلكات استعمارية هامة على السواحل الأدرياتيكية وبحر إيجة. وبدأ الانحدار الطويل في البندقية في القرن الخامس عشر بسبب زيادة قوة العثمانيين وانتقال التجارة نحو الأمريكتين . وكانت أول محاولة غير ناجحة للسيطرة على تسالونيكا ضد العثمانيين (1423-1430). كما أرسلت سفنا للمساعدة في الدفاع عن القسطنطينية ضد الأتراك المحاصرين لها عام 1453م. وبعد سقوط المدينة على يد السلطان محمد الثاني أعلن الحرب على البندقية. واستمرت الحرب ثلاثين عاما وكلفت البندقية العديد من ممتلكات شرق البحر الأبيض المتوسط. وببطء فقدت جمهورية البندقية تقريبا جميع الممتلكات في البلقان وحافظت فقط حتى القرن الثامن عشر على المناطق الأدرياتيكية استريا ودالماتيا وألبانيا فينيتا. وكانت جزيرة كورفو هي المنطقة الوحيدة من اليونان التي لم تحتل أبدا من قبل الأتراك. وفي عام 1797م غزا نابليون البندقية وتسبب في نهاية جمهورية البندقية في البلقان.

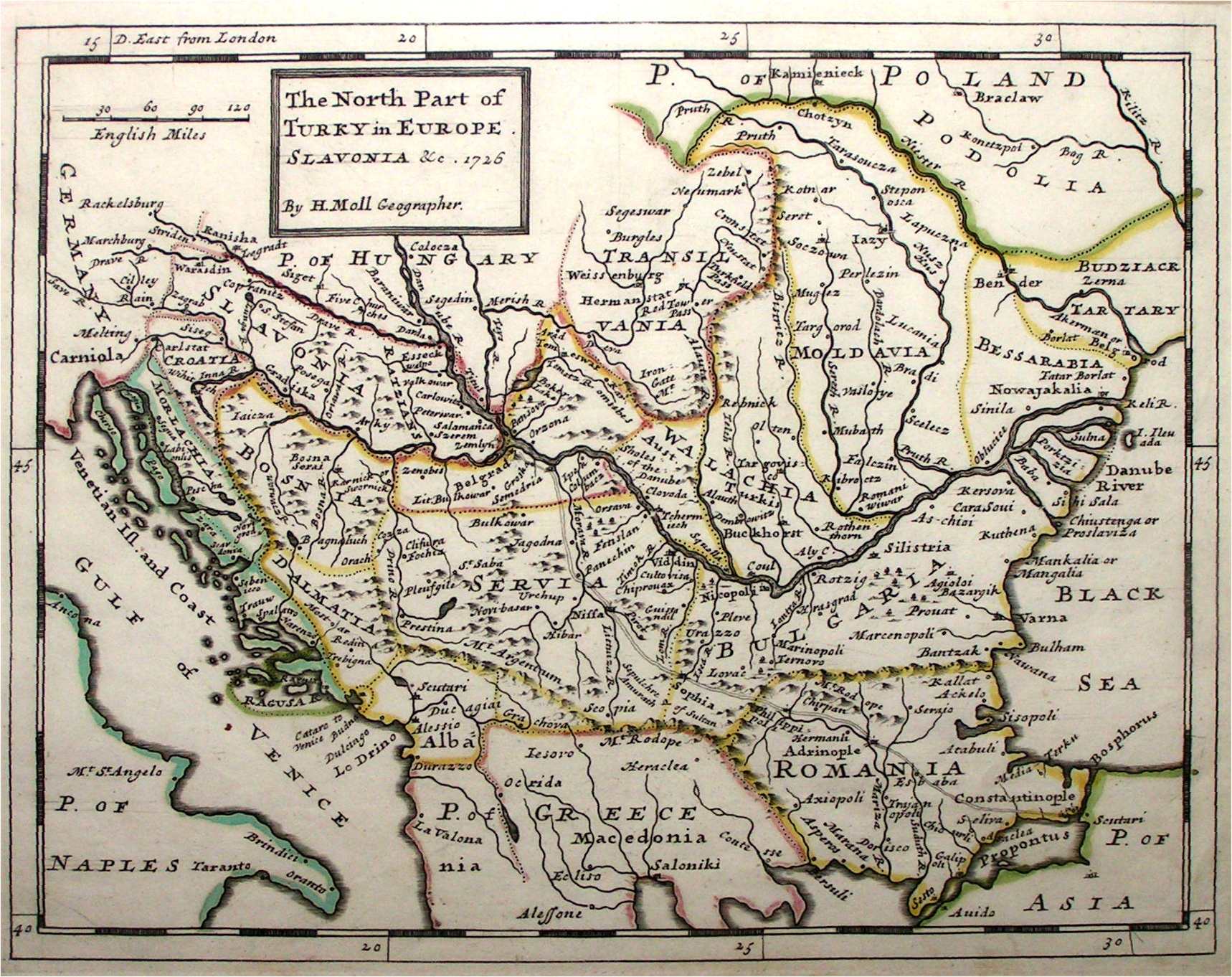
خريطة الإمبراطورية العثمانية في البلقان عام 1726م.

## فترة العصر الحديث

### الإمبراطورية العثمانية
الكثير من أراضي البلقان كانت تحت الحكم العثماني طوال الفترة الحديثة المبكرة. وكان الحكم العثماني طويلا بدءا من القرن الرابع عشر وحتى أوائل القرن العشرين في بعض المناطق. وكانت الإمبراطورية العثمانية متنوعة دينيا ولغويا وعرقيا ومكانا أكثر تسامحا للممارسات الدينية عند مقارنتها بأجزاء أخرى من العالم في ذلك الوقت. ونظمت المجموعات المختلفة في الإمبراطورية على أساس الطوائف ما يسمى النظام الملى. وتشكل بين المسيحيين الأرثوذكس في الإمبراطورية (الملة الرومية) حيث كانت لهم هوية مشتركة واعتمدت على أساس مشترك من الوقت الذي حدده التقويم الكنسي وأيام القديسين والأعياد.
وكان الهيكل الاجتماعي للبلقان في أواخر القرن الثامن عشر معقدا. حيث مارس الحكام العثمانيين السيطرة بشكل رئيسي بطرق غير مباشرة. ففي ألبانيا والجبل الأسود على سبيل المثال دفع الزعماء المحليون جزية رمزية للإمبراطورية ولم يكن لهم إلا القليل من الاتصال. ودفعت جمهورية راغوزا جزية سنويا ولكن كان لها الحرية في مواصلة منافستها مع جمهورية البندقية. وكانت المقاطعتين الناطقتين بالفرنسية من مولدوفا ووالاشيا لهما حكم خاص بهما ولكن حكمتهما عائلات يونانية اختارها السلطان. وفي اليونان تتألف النخبة من رجال الدين والعلماء ولكن كان نادرًا ان يكون هناك بالكاد طبقة أرستقراطية يونانية. وقد استقر مليون أو أكثر من الأتراك في البلقان وعادة في المراكز الحضرية الأصغر حجما حيث كانوا من قوات الحامية والموظفين الحكوميين والحرفيين والتجار. وكانت هناك أيضا مجتمعات هامة من التجار اليهود واليونانيين. ولم يكن الأتراك واليهود في الريف لذلك كان هناك تمايز اجتماعي حاد جدا بين المدن والمنطقة المحيطة بها من حيث اللغة والدين والإثنية. وجمعت الإمبراطورية العثمانية ضرائب بنسبة 10% تقريبا ولكن لم يكن هناك عمل قسري ولم يكن العمال والفلاحون مضطهدين من قبل الإمبراطورية. والسلطان كان يفضل أن يحمي رجال الدين الأرثوذكس في المقام الأول كحماية ضد الحملات التبشيرية من الروم الكاثوليك.

## صعود القومية في البلقان
أدى صعود الحركات القومية تحت حكم الإمبراطورية العثمانية إلى انهيار مفهوم النظام الملى. ومع صعود الدول القومية وتاريخها من الصعب جدا العثور على مصادر موثوقة على المفهوم العثماني للأمة والقرون من العلاقات بين بيت عثمان والولايات التي تحولت إلى دول ومما لا شك فيه أن فهم المفهوم العثماني لفكرة القومية قد يساعدنا على فهم ما حدث في البلقان في أواخر العهد العثماني مثل:
الثورة الصربية (1804-1815)
حرب الاستقلال اليونانية (1821-1832)
انتفاضة البوسنة (1831-1832)
نتيجة للقمع الدموي لانتفاضة أبريل في بلغاريا ادت إلى اندلاع الحرب الروسية التركية (1877-1878).

### مؤتمر برلين

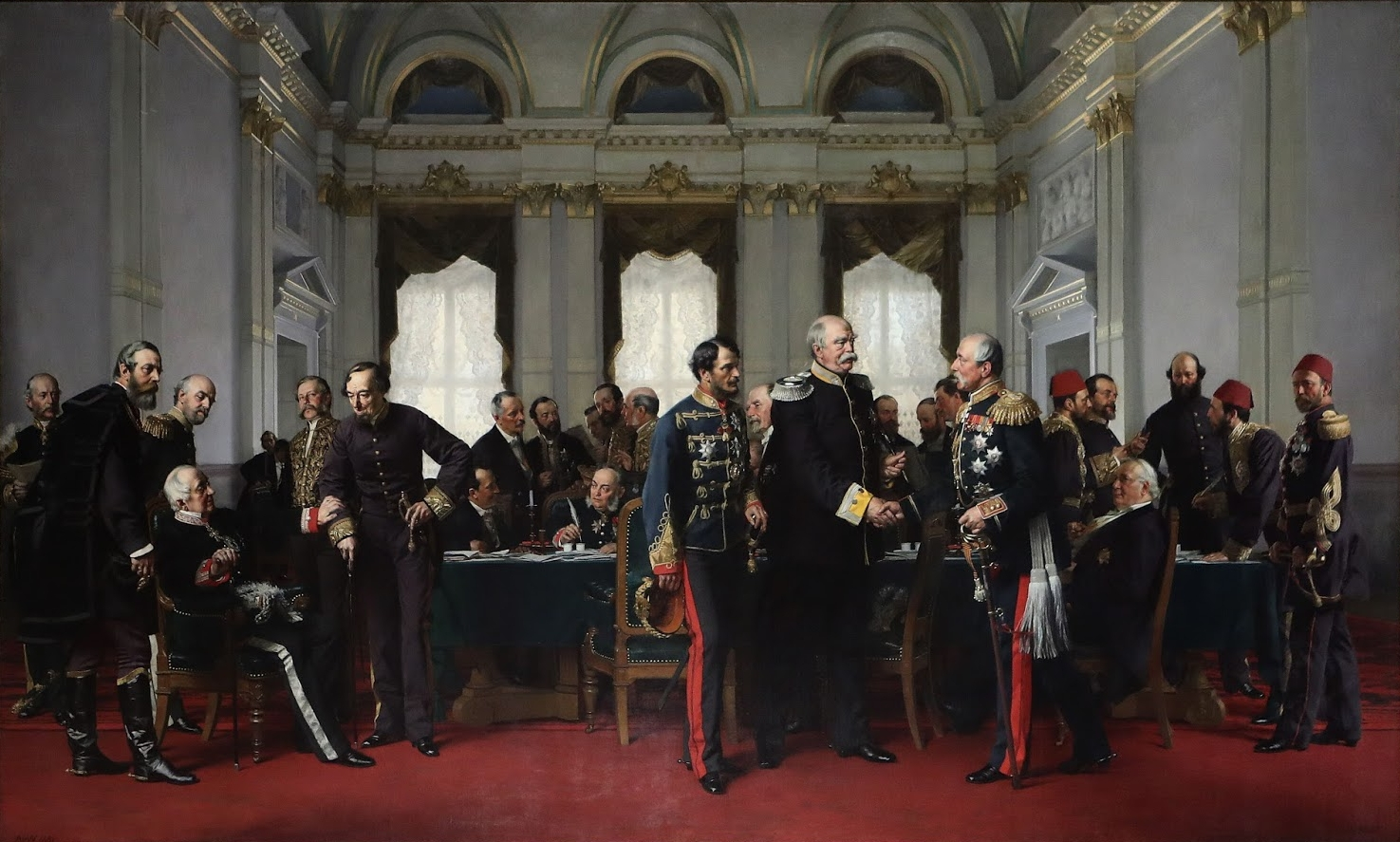
أنطون فون فيرنر، في مؤتمر برلين عام 1878م وعلى اليمين يقف بسمارك طويل القامة يصافح كل من جيولا أندراسي وبيوتر أندريفيتش شوفالوف. ومن على اليسار هم ألاخوس كارولي والكسندر غورشاكوف وبنيامين ديسرايلي.

عقد مؤتمر برلين في (13 يونيو - 13 يوليو 1878) حيث اجتمع رجال الدولة البارزين في الدول العظمى في أوروبا والإمبراطورية العثمانية. في أعقاب انتصار روسيا في الحرب مع تركيا في (1877-1878) أصبحت هناك حاجة ملحة إلى استقرار وإعادة تنظيم البلقان وإنشاء دول جديدة. وتعهد المستشار الألماني أوتو فون بسمارك الذي ترأس مؤتمر برلين بتعديل الحدود للحد من مخاطر الحرب الكبرى مع الاعتراف بانخفاض سلطة الإمبراطورية العثمانية وتحقيق التوازن بين المصالح المميزة للقوى العظمى.
ونتيجة لذلك فقدت الدولة العثمانية أراضي كثيرة جدًا في أوروبا وتأسست بلغاريا كامارة مستقلة ولكنها بقيت فعليا تحت سيطرة الإمبراطورية العثمانية ولكن لم يسمح لبلغاريا بالاحتفاظ بكل أراضيها السابقة التي فقدتهاوباعترافها بنتائج المؤتمر فقدت أكثر من 70 % من أراضيها وأكثر من 50% من سكانها ظلوا خارج حدودها مما تسبب في عدد من الانتفاضات وأدى إلى اندلاع حروب البلقان. فقدت بلغاريا الروملي الشرقية التي أعيدت إلى الأتراك وظلت تحت سيطرتهم حتى اتحدت مع امارة بلغاريا ذاتية الحكم في عام 1885. وأعيدت مقدونيا وشرق وغرب تراقيا إلى الأتراك مباشرة والذين وعدوا بإصلاح أوضاعها وأصبحت شمال دوبروجة جزءا من رومانيا التي حققت الاستقلال الكامل ولكنها اضطرت إلى تسليم جزء من بيسارابيا إلى روسيا. وقد حصلت صربيا والجبل الأسود أخيرا على استقلالها التام ولكن مع مساحات أراضي صغيرة. واستولت النمسا على البوسنة والهرسك وسيطرت فعليا على سنجق نوفي بازار. واستولت بريطانيا على قبرص.
حظيت النتائج في أول الأمر بإنجاز كبير في صنع السلام وتحقيق الاستقرار. وعلى من ذلك فإن معظم المشاركين لم يكونوا راضيين تماما والتظلمات بشأن النتائج استمرت في الاحتقان حتى انفجرت في الحرب العالمية الأولى في عام 1914م. حيث حققت صربيا وبلغاريا واليونان مكاسب ولكن أقل بكثير مما كانوا يعتقدون أنهم يستحقوها . وكانت الإمبراطورية العثمانية التي سميت في ذلك الوقت «رجل أوروبا المريض» تفرض سيطرة ضعيفة جدا ملحوظة مما جعلها أكثر عرضة للاضطرابات المحلية وأكثر عرضة للهجوم. وعلى الرغم من انتصار روسيا في الحرب على تركيا التي تسببت في عقد المؤتمر فقد تم اهانتها في برلين واستاءت من معاملتها هكذا حيث لم تحصل على كل ما تريد بالرغم من انتصارها. واكتسبت النمسا قدرا كبيرا من الأراضي مما أثار غضب السلاف الجنوبيين وأدى ذلك إلى عقود من التوترات في البوسنة والهرسك. وأصبح بسمارك هدفا لكراهية القوميين الروس والسلافيين ووجد أنه ربط ألمانيا عن قرب بالنمسا في البلقان.
وعلى المدى الطويل ازدادت حدة التوترات بين روسيا والأمبراطورية النمساوية -المجرية وكذلك مسألة القومية في البلقان. وكان المؤتمر يهدف إلى مراجعة معاهدة سان ستيفانو وإبقاء القسطنطينية بالأيدي العثمانية. وقد نجحت في إنكار انتصار روسيا على الإمبراطورية العثمانية المتدهورة في الحرب الروسية التركية. وأعاد مؤتمر برلين إلى الإمبراطورية العثمانية الأراضي التي أعطتها المعاهدة السابقة لإمارة بلغاريا ولا سيما مقدونيا مما أدى إلى احتجاجات قوية في بلغاريا في عام 1912م والتي كانت من أحد الأسباب العديدة لحرب البلقان الأولى.

## القرن العشرين

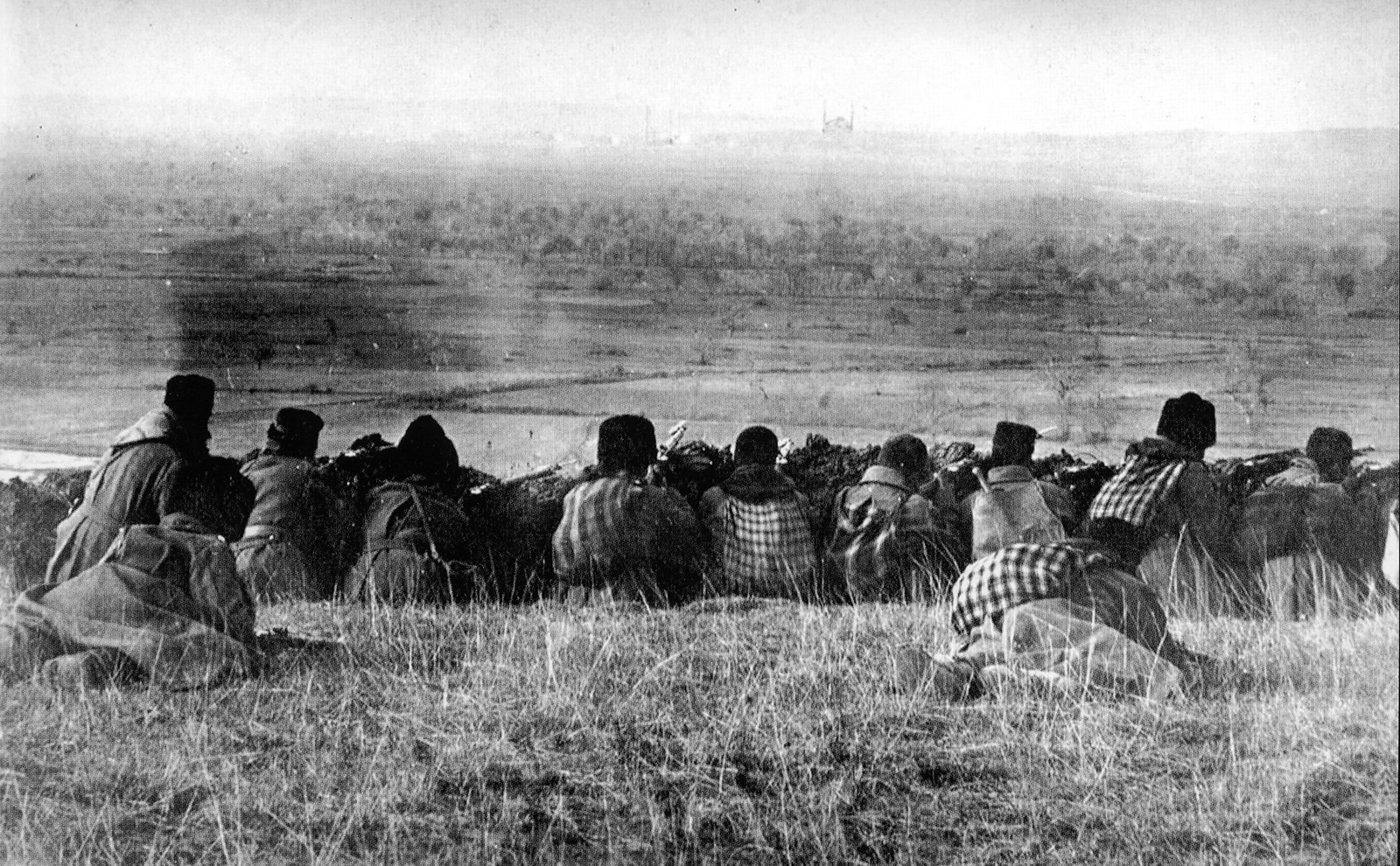
جنود بلغار في بداية الهجوم على أدرنة 1912م أثناء حرب البلقان الأولى.

### حروب البلقان
كانت حروب البلقان حربيين وقعو في منطقة البلقان بين عام 1912م وعام 1913م. وهزمت أربع دول من البلقان الإمبراطورية العثمانية في الحرب الأولى. وانهزمت بلغاريا الأربعة في الحرب الثانية. وفقدت الإمبراطورية العثمانية تقريبا جميع ممتلكاتها في أوروبا. وعلى الرغم من أن الامبراطورية النمساوية-المجرية لم تكن مشاركة في القتال ولكنها تأثرت ضعفا بتحريض صربيا على اتحاد الشعوب السلافية الجنوبية. مهدت الحرب لأزمة البلقان في عام 1914م وبالتالي كانت مقدمة للحرب العالمية الأولى.

#### حرب البلقان الأولى
في حرب البلقان الأولى عام 1912م اتحدت أربع دول هي: بلغاريا واليونان والجبل الأسود وصربيا وهزموا الدولة العثمانية. وقد اندلعت الحرب بإعلان الجبل الأسود الحرب على الدولة العثمانية في 8 أكتوبر 1912م ثم انضمت لها على التوالي بلغاريا وصربيا في 17 أكتوبر ثم اليونان في 19 أكتوبر. وانتهت الحرب بعدها بسبعة أشهر إثر معاهدة لندن في 30 مايو 1913م. حيث خسرت الدولة العثمانية أكثر من ثمانين بالمائة من أراضيها بالقسم الأوروبي وبسبب ذلك بدأ التدفق الكبير لنحو مليونين ونصف المليون المسلم من الأراضي العثمانية السابقة في أوروبا إلى داخل الدولة العثمانية. اعتبرت تركيا نتائج حرب البلقان كارثة كبرى واتُّهم رئيس الأركان ناظم باشا بمسؤوليته عن الهزيمة فيها، وتم اغتياله في 23 يناير 1913م أثناء انقلاب 1913م على يد أعضاء من جماعة تركيا الفتاة.

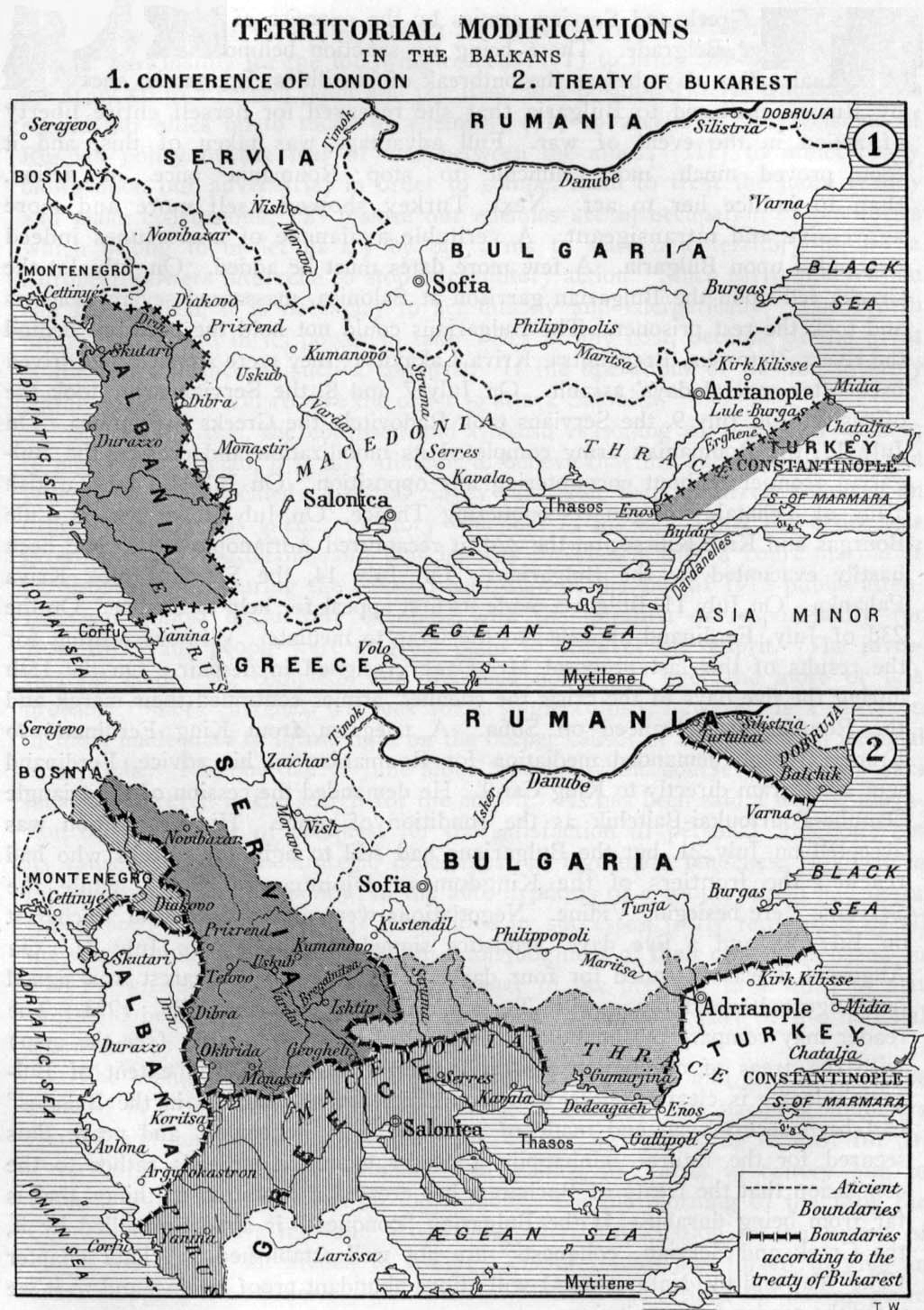
حدود دول البلقان قبل وبعد حرب البلقان الثانية.

#### حرب البلقان الثانية
اندلعت أحداث حرب البلقان الثانية عقب الأولى مباشرة حيث لم تكتفِ بلغاريا بالمناطق التي انتزعتها من حكم العثمانيين في تراقيا وادّعت حقوقًا لها في مناطق العثمانيين السابقة في مقدونيا وكذلك رغبت صربيا واليونان في هذه المناطق وهي مناطق تحت سيطرتهما منذ حرب البلقان الأولى. وعندما انهارت مفاوضات السلام في يونيو 1913م هاجمت بلغاريا مواقع الصرب واليونانيين في مقدونيا. وانضمت رومانيا والجبل الأسود للحلف ضد بلغاريا وتدخلت الدولة العثمانية كطرف ثالث لاستعادة أدرنة وشرقي تراقيا. ويعتبر هذا من المرات النادرة خلال العصر الحديث التي تهاجَم فيها دولة (بلغاريا) من كل جوانبها حرفيًا. وانهزمت بلغاريا واضطُرت لإعادة أغلب ما حصلت عليه من أراضي خلال حرب البلقان الأولى في معاهدة بوخارست حيث سلّموا شرق تراقيا ومدينة أدرنة للعثمانيين كما سلّموا جنوب دبروجة لرومانيا.

### الحرب العالمية الأولى

#### بداية الحرب عام 1914م
اشتعلت الحرب العالمية الأولى الضخمة من شرارة في البلقان عندما اغتيل شخص من صرب البوسنة يدعى غافريلو برينسيب وريث العرش النمساوي-المجرى فرانز فرديناند. وكان برينسيب عضوا في جماعة صربية مسلحة تدعى «اليد السوداء». وعقب الاغتيال أرسلت الامبراطورية النمساوية المجرية إنذارا في يوليو 1914م مع عدة عدة شروط تهدف إلى حد كبير لمنع اذعان صربيا لها . وعندما استوفت صربيا جزئيا شروط الإنذار في المهلة المحددة لها. أعلنت الامراطورية النمساوية-المجرية الحرب على صربيا في 28 يوليو عام1914م.

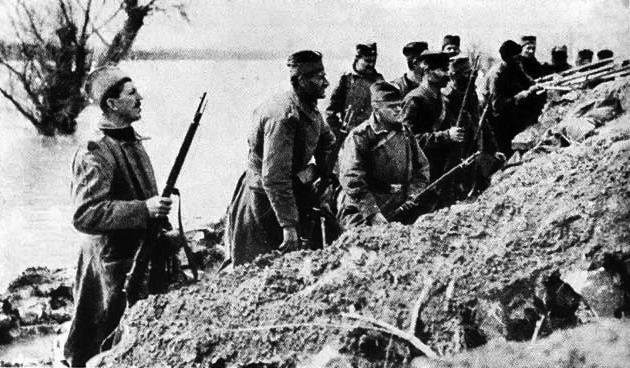
جنود من الجيش الصربى على الجبهة أثناء الحرب العالمية الأولى.

كان العديد من أعضاء الحكومة النمساوية المجرية مثل فرانز كونراد فون هوتزيندروف يأملون في إثارة حرب مع صربيا لعدة سنوات. وكان لديهم اثنان من الدوافع أنهم يخشون جزئيا من قدرة صربيا على زرع المعارضة والتخلخل في مقاطعات «السلاف الجنوبيين» في الإمبراطورية تحت راية «دولة عظمى للسلاف». وكان هناك أمل آخر في أن يتمكنوا من ضم الأراضي الصربية من أجل تغيير التكوين الإثني للإمبراطورية. مع المزيد من السلاف في الإمبراطورية يأمل البعض في أن النصف الذي يهيمن عليه الألمان في الحكومة يحقق التوازن بين قوة الحكومة المجرية التي يهيمن عليها ماغير. وحتى عام 1914م كانت العناصر الأكثر سلاما قادرة على الدفاع عن هذه الاستراتيجية العسكرية إما من خلال اعتبارات إستراتيجية أو سياسية. غير أن فرانز فرديناند وهو من كبار المدافعين عن الحل السلمي قد أزيل من المشهد والذي أصبح بمقدور العناصر الأكثر تشددا أن تسود المشهد السياسى. ومن العوامل الأخرى التي ساهمت في تطورالأوضاع هو قيام ألمانيا بإعطاء الحكومة النمساوية المجرية الضوء الأخضر لمتابعة استراتيجيتها العسكرية وتضمن دعم ألمانيا لها في الحرب القادمة.
ولم يكن التخطيط النمساوي المجري للعمليات ضد صربيا واسع النطاق حيث واجهت صعوبات لوجستية عديدة في تعبئة الجيش وبدء العمليات ضد الصرب. وواجهوا مشاكل في جداول القطارات والجداول الزمنية للتعبئة التي تتعارض مع الدورات الزراعية في بعض المناطق. وعندما بدأت العمليات في أوائل أغسطس لم تتمكن جيوش الامبراطورية النمساوية المجرية من سحق الجيوش الصربية كما توقع الكثيرون داخل النظام الملكي. وكانت إحدى الصعوبات التي واجهتها الامبراطورية النمساوية-المجرية هي أن عليهم نقل الكثير من القوات إلى الشمال لمواجهة الجيوش الروسية المتقدمة. ولم يكن التخطيط للعمليات ضد صربيا قد وضع في الاعتبار التدخل الروسي المحتمل والذي اعتقد الجيش النمساوي-المجري أن تتصدى له ألمانيا. ومع ذلك كان الجيش الألماني قد خطط لفترة طويلة لمهاجمة فرنسا قبل أن ينتقل إلى الحرب ضد روسيا في حرب مع دول الوفاق الثلاثى. حيث أدى سوء التنسيق بين الحكومتين إلى هذه الأخطاء الكارثية.

#### القتال في عام 1914م
نتيجة لما سبق تضرر المجهود الحربي النمساوي-المجري تقريبا في انجاز أهدافه بعد شهرين من بداية الحرب. وتجدر الإشارة إلى ان الجيش الصربى الذي كان جاء من جنوب البلاد التقى بالجيش النمساوى-المجرى في معركة سير التي بدأت في 12 أغسطس عام 1914م.
وقد تحصن الصرب مواقع دفاعية ضدالنمساويين-المجريين . ووقع الهجوم الأول في 16 أغسطس بين أجزاء من الفرقة ال 21 النمساوية-المجرية وأجزاء من الفرقة الصربية المشتركة. وفي أثناء القتال الليلي القاسي هدأت المعركة ثم اشتعلت ثانيا حتى تم حشد الخط الصربي تحت قيادة ستيبا ستيبانوفيتش. وبعد ثلاثة أيام تراجع النمساويون عبر نهر الدانوب، بعد أن عانوا من مقتل 21.000 جندى مقابل 16.000جندى صربى. وكان هذا أول انتصار للحلفاء في الحرب. ولم يحقق النمساويون هدفهم الرئيسي المتمثل في القضاء على صربيا. وفي الشهرين التاليين للمعركة خاض الجيشان معارك كبيرة في درينا من 6 سبتمبر إلى 11 نوفمبر وفي كولوبارا من 16 نوفمبر إلى 15 ديسمبر.
وفي الخريف مع انشغال عدد كبير من جيش الامبراطورية النمساوية-المجرية في القتال العنيف مع الصرب تمكنت روسيا من تحقيق انتصارات ضخمة داخل الامبراطورية النمساوية-المجرية والسيطرة على غاليسيا وتدمير الكثير من القدرات القتالية للإمبراطورية النمساوية-المجرية . ولم يكن حتى أكتوبر 1915 قد تمكنت الامبراطورية النمساوية-المجرية مع الكثير من المساعدة الألمانية والبلغارية والتركية من احتلال صربيا كاملة على الرغم من ضعف الجيش الصربي وتراجعه إلى كورفو وبمساعدة إيطالية واصل القتال ضد دول المركز.
اللجنة اليوغوسلافية وهي مجموعة سياسية شكلها السلاف الجنوبيون في الامبراطورية النمساوية-المجرية خلال الحرب العالمية الأولى وكانت تهدف إلى الانضمام إلى الدول السلافية الجنوبية القائمة في دولة مستقلة. ومن هذه الخطة ولدت مملكة جديدة في نهاية المطاف تسمى مملكة الصرب والكروات والسلوفينيين.
أعلن الجبل الأسود الحرب في 6 أغسطس 1914م. على الرغم من أن بلغاريا توقفت قبل انضمامها في نهاية المطاف إلى القوى المركزية في عام 1915م. وانضمت رومانيا إلى الحلفاء في عام 1916م. وفي عام 1916م أرسل الحلفاء حملتهم المشؤومة إلى غاليبولي في الدردنيل وفي خريف عام 1916م أسسوا لأنفسهم جبهة في سالونيكا. ومع ذلك لم تتحرك جيوشهم من الجبهة حتى نهاية الحرب حتى ساروا شمالا لتحرير الأراضي التي كانت تحت احتلال دول المركز.

#### بلغاريا
سعت بلغاريا التي تعد أكثر سكان دول البلقان اكتظاظا بالسكان حيث يوجد بها 7 ملايين شخص إلى اكتساب مقدونيا ولكن عندما حاولت ذلك تم هزيمتها في عام 1913م في حرب البلقان الثانية. وفي عام 1914م ظلت بلغاريا محايدة. وعلى الرغم أن قادتها ما زالوا يأملون في الحصول على مقدونيا التي تسيطر عليها حليفتها صربيا. وفي عام 1915م كان الانضمام إلى دول المركز أفضل طريق. حيث حشدت بلغاريا جيشا كبيرا جدا قوامه 800.000 رجل باستخدام معدات قدمتها ألمانيا. وكان الغزو البلغاري-الألماني-النمساوي لصربيا في عام 1915م انتصارا سريعا ولكن بحلول نهاية عام 1915م كانت بلغاريا تقاتل البريطانيين والفرنسيين وكذلك الرومانيين في عام 1916م واليونانيين في عام 1917م. وكانت بلغاريا غير مستعدة لحرب طويلة وغياب الكثير من الجنود خفض بشكل حاد الإنتاج الزراعي. وتم تهريب الكثير من أفضل غذاءها إلى الأسواق السوداء المربحة في أماكن أخرى. وبحلول عام 1918م لم يكن الجنود يقتصرون على المعدات الأساسية مثل الأحذية ولكنهم كانوا يغذون معظمهم من خبز الذرة مع القليل من اللحوم. وكانت ألمانيا في السيطرة على نحو متزايد والعلاقات البلغارية مع حليفتها الإمبراطورية العثمانية توترت. وأسفر هجوم الحلفاء في سبتمبر 1918م الذي فشل في 1916م و1917م على النجاح في معركة دوبرو بول. وتمردت القوات والفلاحون ثاروا مطالبين بالسلام. وبحلول نهاية الشهر وقعت بلغاريا اتفاق هدنة والتخلي عن الأراضي التي تم الاستيلاء عليها وعن المعدات العسكرية. وبتنازل القيصر انتهت حرب بلغاريا . وأسفرت معاهدة السلام في عام 1919م عن تجريد بلغاريا من أراضيها التي استولت عليها خلال الحرب وتخفيض عدد جيشها إلى 20.000 جندى ودفعت تعويض مقداره 100 مليون جنيه استرليني.

### نتائج الحرب العالمية الأولى
كان للحرب العالمية الأولى تداعيات هائلة على شبه جزيرة البلقان وعانى الناس في المنطقة من اضطرابات اقتصادية خطيرة وأسفر التجنيد الاجبارى للشعوب عن خسائر فادحة لا سيما في صربيا حيث توفي أكثر من 1.5 مليون صربي وهو ما يقدر بحوالى 25% من مجموع السكان وأكثر من نصف السكان الذكور. وفي المناطق الريفية أثرت فيها الحرب العالمية الأولى بطرق مختلفة فقد تسببت عملية الاستيلاء على الحيوانات، على سبيل المثال في مشاكل خطيرة في القرى التي كانت تعاني بالفعل من تجنيد الشباب كما دمرت العديد من الروابط التجارية التي تم إنشاؤها مؤخرا.
أعيدت رسم حدود العديد من الدول وأنشئت مملكة الصرب والكروات والسلوفينيين الجديدة وأصبحت في وقت لاحق دولة يوغوسلافيا. وتم حل كل من الامبراطورية النمساوية-المجرية والإمبراطورية العثمانية رسميا. ونتيجة لذلك تم تغيير موازين القوى والعلاقات الاقتصادية والانقسامات العرقية تماما.
وشملت بعض التغييرات الإقليمية الهامة ما يلي:
إضافة ترانسيلفانيا وبانات الشرقية إلى رومانيا
اندماج صربيا والجبل الأسود وسلافونيا وكرواتيا وفويفودينا وكارنيولا وجزء من ستيريا ومعظم دالماتيا والبوسنة والهرسك في مملكة الصرب والكروات والسلوفينيين.
أصبحت كل من استريا وزادار وتريستى جزءا من إيطاليا.
بين الحرب العالمية الأولى والحرب العالمية الثانية من أجل خلق الدول القومية شهدت التحركات السكانية التالية:
في الفترة ما بين الحربين تمت تهجير حوالي 1.5 مليون يوناني من تركيا وما يقرب من 700.000 تركى من اليونان.
نصت معاهدة نويي لعام 1919م على الهجرة المتبادلة للأقليات العرقية بين اليونان وبلغاريا. حيث تم تهجير ما بين 92.000 و102.000 من البلغار من اليونان وتم هجرة حوالى 35 ألف يوناني من بلغاريا. وعلى الرغم من أنه لم يتم التوصل إلى اتفاق بشأن تبادل السكان بين بلغاريا ومملكة الصرب والكروات والسلوفينيين بسبب رفضها الراسخ الاعتراف بأية أقلية بلغارية في مناطقها الشرقية فإن عدد اللاجئين من مقدونيا وصربيا الشرقية إلى بلغاريا أيضا تجاوز 100.000. وبين الحربين العالميتين هاجر نحو 67.000 تركي من بلغاريا إلى تركيا على أساس اتفاقات ثنائية.
وبموجب أحكام معاهدة كرايوفا لعام 1940م أجبر 88.000 روماني وأروماني من جنوب دبروجة على الانتقال إلى شمال دبروجة واضطر 65.000 بلغاري على الانتقال من شمال دبروجا إلى في جنوب دبروجا.
لمزيد من الاطلاع على نتائج الحرب العامية الأولى أنظر أيضا:
معاهدة تريانون.
الوفاق الصغير.
عصبة الأمم.
آثار الحرب العالمية الأولى.
الحرب التركية اليونانية (1919م-1922م) والتي أسفرت عن 250.000 من الضحايا.

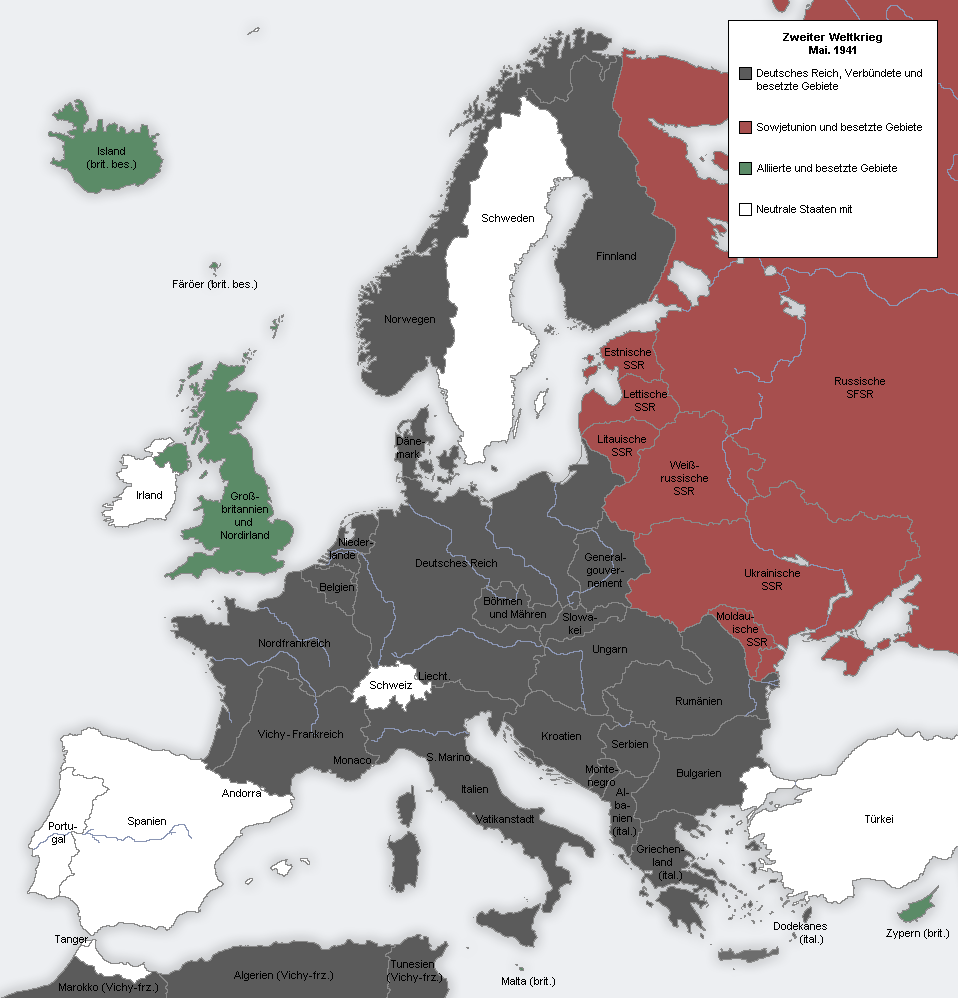
منطقة البلقان تحت الاحتلال الألمانى النازى في يونيو 1947م أثناء الحرب العالمية الثانية.

### الحرب العالمية الثانية
بدأت الحرب العالمية الثانية في البلقان بسبب المحاولات الإيطالية لإنشاء الإمبراطورية الإيطالية. حيث غزت الجيش الايطالى ألبانيا في عام 1939م وضمها بعد أسبوع فقط إلى مملكة إيطاليا. ثم طالب اليونان بالاستسلام في أكتوبر 1940م. ومع ذلك تحدي رئيس الوزراء اليوناني ميتاكساس في 28 أكتوبر 1940م وبدأت الحرب اليونانية الإيطالية. وبعد سبعة أشهر من القتال الشاق مع بعض انتصارات الحلفاء الأولى فقد الإيطاليين ما يقرب من ثلث ألبانيا وتدخلت ألمانيا لإنقاذ حليفها في عام 1941م وغزت يوغوسلافيا بالقوات التي استخدمتها وقت لاحق في الحرب ضد الاتحاد السوفيتي.
ومع سقوط سراييفو في 16 أبريل 1941م في يد ألمانيا النازية حيث أعادت إنشاء مقاطعات كرواتيا والبوسنة والهرسك اليوغوسلافية كدولة فاشية تابعة لها وهي دولة كرواتيا المستقلة. وعينت أنتي بافليتش حاكمًا. وأنشأ النازيون بشكل فعال الفرقة الجبلية فافن إس إس الـ 13 وتعاونوا مع حركة أوستاس من أجل مكافحة جيش التحرير الوطني اليوغوسلافى.
وبمساعدة إيطاليا والمجر نجحوا في غزو يوغوسلافيا في غضون أسبوعين. ثم انضموا إلى بلغاريا وتم غزو اليونان من الجانب اليوغوسلافي. وعلى الرغم من المقاومة اليونانية استغل الألمان وجود الجيش اليوناني في ألبانيا ضد الإيطاليين للمضي قدما في شمال اليونان وبالتالي غُزيت البلاد بأسرها في غضون 3 أسابيع باستثناء جزيرة كريت. ومع ذلك حتى مع المقاومة الكريتية الشرسة التي كلفت النازيين الجزء الأكبر من قوات النخبة المظليين استسلمت الجزيرة بعد 11 يوما من القتال.
في الأول من مايو تم تعديل حدود البلقان مرة أخرى مع إنشاء العديد من الدول الصغيرة مثل كرواتيا والجبل الأسود، وتوسعت ألبانيا في اليونان ويوغوسلافيا، وضمت بلغاري لأراضي في شمال اليونان وتم إنشاء دولة للفلاش في جبال بيندوس في اليونان وضم جميع أجزاء البحرالأيوني وجزء من جزر بحر إيجة في إيطاليا.
ومع نهاية الحرب عادت التغييرات التي طرأت على التكوين العرقي إلى ظروفها الأصلية وعاد المستوطنون إلى أوطانهم ولا سيما أولئك الذين استقروا في اليونان. واضطر السكان الألبان في الشمال اليوناني وهم من الكامز إلى الفرار من أراضيهم لأنهم تعاونوا مع الإيطاليين. وكان عددهم حوالي 18.000نسمة في عام 1944م.

### بعد الحرب العالمية الثانية
في 7 و 9 يناير 1945م قتلت السلطات اليوغوسلافية عدة مئات من البلغاريين المعلنين في مقدونيا المتعاونين مع الألمان في حدث يعرف باسم «عيد الميلاد الدامي».
اندلعت الحرب الأهلية اليونانية بين عامي 1944م و 1949م في اليونان بين القوات المسلحة للحكومة اليونانية بدعم في البداية من قبل بريطانيا وبعد ذلك بدعم من قبل الولايات المتحدة ضد بين الجيش الديمقراطي اليوناني وهو الجناح العسكري للحزب الشيوعي اليوناني وهو يعتبر من القوى التي قاومت الاحتلال الألماني حيث وكان هدف الحزب تأسيس الشيوعية في شمال اليونان الشمالية. وكانت هذه هي المرة الأولى في الحرب الباردة التي أدت إلى الأعمال العدائية إلى حرب بالوكالة. وفي عام 1949م هزمت القوات الحكومية القوات الشيوعية.

### الحرب الباردة
خلال الحرب الباردة حكمت معظم دول البلقان من قبل الحكومات الشيوعية التي كان يدعمها الاتحاد السوفييتى. ولم تكن القومية قد ماتت بعد الحرب العالمية الثانية. وكانت يوغوسلافيا ليست معزولة عن التوترات العرقى على سبيل المثال: في بلغاريا ابتداء من عام 1984م بدأت الحكومة الشيوعية بقيادة تودور زيفكوف تنفيذ سياسة الاستيعاب القسري للأقلية التركية العرقية. وتمت مطالبة الأقلية التركية بتغيير أسمائهم إلى ما يعادلها من الأسماء البلغارية أو مغادرة البلد. وفي عام 1989م شكلت حركة منشقة تركية لمقاومة هذه السياسات القمعية. وردت الحكومة البلغارية بالعنف والطرد الجماعي للناشطين الأتراك وفي هذه البيئة القمعية فر أكثر من 300.000 من الأقلية التركية إلى تركيا المجاورة. ومع ذلك على الرغم من كونهم تحت الحكم الشيوعي يوغوسلافيا منذ عام 1948م وألبانيا منذ عام 1961م سقطت هذه الحكومات مع سقوط الاتحاد السوفيتي. بعد الحرب العالمية الثانية تم وضع خطط شيوعية لدمج ألبانيا وبلغاريا في يوغوسلافيا لكن تم إلغاؤها لاحقا عندما كسرت ألبانيا جميع العلاقات مع يوغوسلافيا، وذلك بسبب خرق تيتو لاتحاد الجمهوريات الاشتراكية السوفياتية. المارشال جوزيف بروز تيتو (1892-1980) رفض في وقت لاحق فكرة الاندماج مع بلغاريا وسعى بدلا من ذلك إلى إقامة علاقات أوثق مع الغرب حتى في وقت لاحق من تاسيس حركة عدم الانحياز والتي جلبت له علاقات أوثق مع دول العالم الثالث. ومن ناحية أخرى انتقلت ألبانيا نحو الصين الشيوعية واعتمدت في وقت لاحق موقفا انعزالي. والدول الوحيدة في منطقة البلقان غير الشيوعية هي اليونان وتركيا التي كانت (ولا تزال) جزءا من حلف الناتو.
حدثت اضطهادات دينية في بلغاريا موجهة ضد الكنائس الأرثوذكسية والكنيسة الكاثوليكية والبروتستانتية فضلا عن المسلمين واليهود وغيرهم في البلاد. وخفت حدة العداء بين الدولة الشيوعية والكنيسة الأرثوذكسية البلغارية إلى حد ما بعد أن أصبح تودور زيفكوف زعيم الحزب الشيوعي البلغاري في عام 1956م والذي استخدم الكنيسة الأرثوذكسية البلغارية لأغراض سياساته.

### ما بعد الشيوعية
في أواخر الثمانينيات وأوائل التسعينيات انتشرت انهيار الشيوعية في أوروبا الشرقية. ومع انتشار النفوذ الغربى عبر البلقان أجريت إصلاحات كثيرة أدت إلى تنفيذ اقتصاد السوق الحر والخصخصة، من بين إصلاحات رأسمالية أخرى.
وفي ألبانيا وبلغاريا ورومانيا كانت التغيرات في النظام السياسي والاقتصادي مصحوبة بفترة من عدم الاستقرار السياسي والاقتصادي والأحداث المأساوية. وينطبق الشيء نفسه على معظم الجمهوريات اليوغوسلافية السابقة.

#### حروب يوغوسلافيا
يعود انهيار الاتحاد اليوغوسلافي إلى عوامل مختلفة في جمهوريات مختلفة تتألف منه. في صربيا والجبل الأسود كانت هناك جهود من فصائل مختلفة من نخبة الحزب القديم للحفاظ على السلطة في ظل الظروف الجديدة ومحاولة لانشاء صربيا الكبرى من خلال إبقاء جميع الصرب في دولة واحدة. سلوفينيا أسفرت أول انتخابات متعددة الأحزاب في عن قيادة على الصعيد الوطني اتبعت على خطى أسلافهم الشيوعيين السابقين وصوبت نفسها نحو الرأسمالية والانفصال. وقد انقسمت البوسنة والهرسك بين المصالح المتضاربة للصرب والكروات والبوسنيين، في حين حاولت مقدونيا في الغالب الابتعاد عن الحالات المتضاربة.

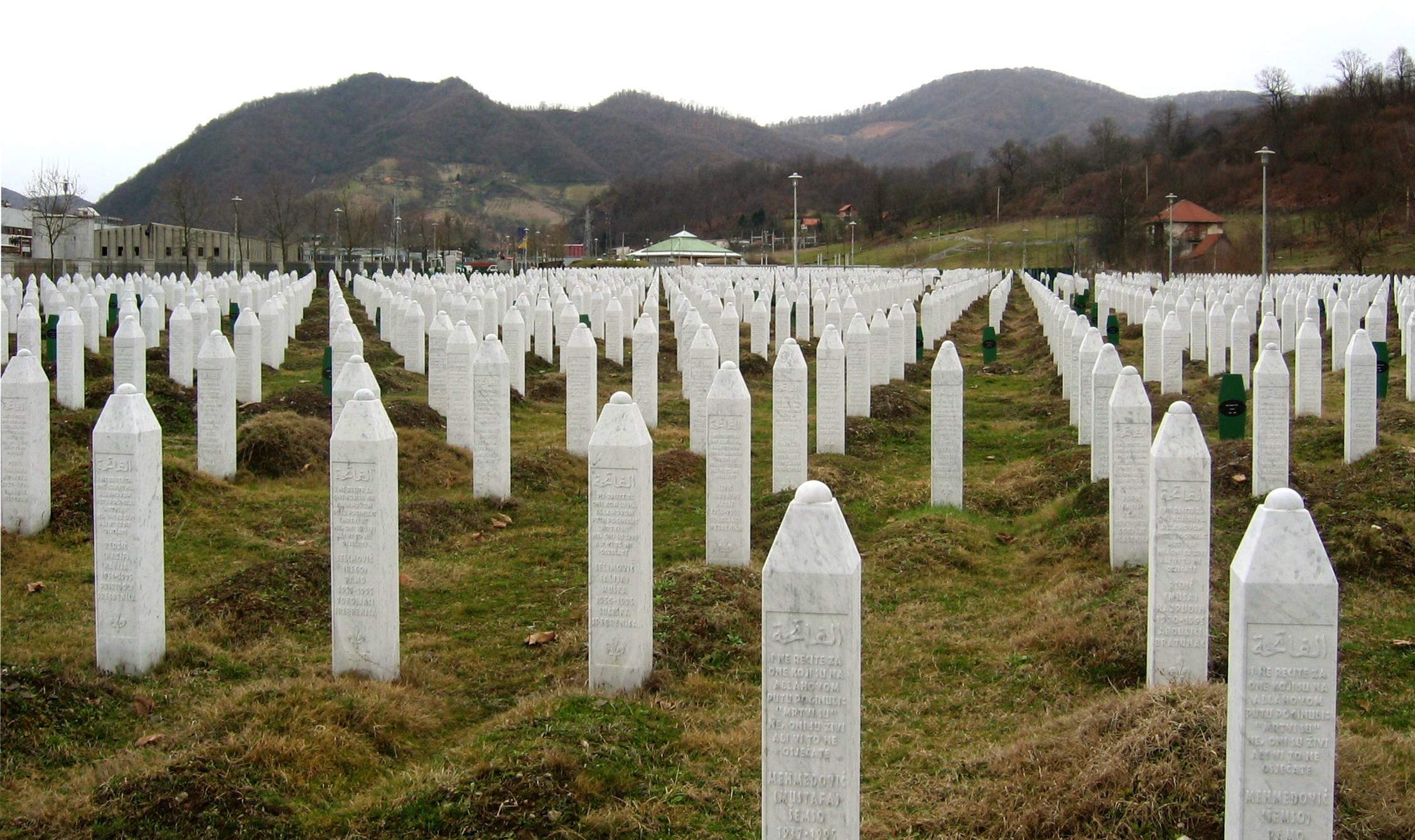
شواهد قبور ضحايا مذبحة سربرنيتسا.

ومع اندلاع العنف والعدوان جاءت نتيجة لمسائل وطنية وسياسية واقتصادية لم تحل بعد. وقد تسببت الصراعات في مقتل العديد من المدنيين. وكانت البداية الحقيقية للحرب الهجوم العسكري على سلوفينيا وكرواتيا على يد الجيش الوطني اليوغوسلافي الذي كان يسيطر عليه الصرب. وقبل الحرب بدأ الجيش الوطني اليوغوسلافي قبول المتطوعين المدفوعين بأيديولوجية القومية الصربية الحريصة على تحقيق أهدافهم القومية.
كانت حرب الأيام العشر في سلوفينيا في يونيو 1991م قصيرة وقليلة الضحايا. غير أن حرب الاستقلال الكرواتية في النصف الثاني من عام 1991م أسفرت عن سقوط عدد كبير من الضحايا وأضرار جسيمة في المدن الكرواتية. ومع اندلاع ومع اخماد الحرب في كرواتيا أخيرًا بدأت الحرب في البوسنة والهرسك في أوائل عام 1992م. ولم يتحقق السلام إلا في عام 1995م بعد أحداث مثل مذبحة سريبرينيتشا وعملية العاصفة وعملية ميسترال 2 واتفاقية دايتون التي نصت على حل مؤقت ولكن لم يتم حل أي شيء بشكل دائم.
وقد عانى الاقتصاد من أضرار هائلة في جميع أنحاء البوسنة والهرسك وفي الأجزاء المتضررة من كرواتيا. كما عانت جمهورية يوغوسلافيا الاتحادية من مشقة اقتصادية في ظل العقوبات الاقتصادية المفروضة عليها دوليا. كما دمرت الحروب العديد من المدن التاريخية الكبيرة مثل سراييفو ودوبروفنيك وزادار وموستار وسيبينيك وغيرها.
وتسببت الحروب في هجرات سكانية كبيرة معظمهم غير طوعي. باستثناء الجمهوريتين السابقتين لسلوفينيا ومقدونيا حيث تغيرت التسوية والتكوين الوطني للسكان في جميع أنحاء يوغوسلافيا تغيرا جذريا بسبب الحرب، بل أيضا وبسبب الضغوط والتهديدات السياسية. لأنه كان نزاعا يغذيه النزعة القومية العرقية، فإن الناس المنتمين إلى أقليات عرقية قد هربوا عموما إلى مناطق كان فيها أصلهم يشكل الأغلبية. ولما كان البوسنيون لا يجدون ملاذا مباشرا فإنهم يمكن أن يكونوا الأكثر تضررا من العنف العرقي. حاولت الأمم المتحدة إنشاء مناطق آمنة للسكان البوسنيين في شرق البوسنة ولكن في حالات مثل مذبحة سريبرينيتسا، فشلت قوات حفظ السلام (القوات الهولندية) في حماية المناطق الآمنة مما أدى إلى مذبحة راح ضحيتها الآلاف. وأنهت اتفاقية دايتون الحرب في البوسنة وحددت الحدود بين الأطراف المتحاربة تقريبا إلى الحدود التي أقيمت في خريف عام 1995م. وكانت إحدى النتائج المباشرة لعمليات نقل السكان عقب اتفاق السلام هو الانخفاض الحاد في العنف العرقي في المنطقة. وحكمت محكمة الأمم المتحدة الجنائية الدولية ليوغوسلافيا السابقة على عدد من القادة والسياسيين ولا سيما الرئيس الصربي السابق سلوبودان ميلوسيفيتش في مجموعة متنوعة من جرائم الحرب بما في ذلك عمليات الترحيل والإبادة الجماعية التي وقعت في البوسنة والهرسك وكوسوفو . وقد توفي الرئيس الكرواتي السابق فرانيو تودجمان والبوسنى علي عزت بيغوفيتش قبل توجيه الاتهام إليهما في المحكمة الجنائية الدولية الخاصة بيوغوسلافيا السابقة. وتوفي سلوبودان ميلوسيفيتش قبل أن تنتهي محاكمته.
لم تتصاعد الاضطرابات الأولية في كوسوفو إلى الحرب حتى عام 1999م عندما قصفت جمهورية يوغوسلافيا الاتحادية (صربيا والجبل الأسود) أكثر من 30 عضوا في منظمة حلف شمال الأطلسي لعدة أشهر وقامت كوسوفو بحراسة قوات حفظ السلام الدولية. وقد حدث ترحيل واسع النطاق ومنهجي للألبانيين من أصل ألباني خلال حرب كوسوفو في عام 1999م واضطر أكثر من 1.000.000 مليون ألباني (من بين سكان يبلغ عددهم نحو 1.8 مليون نسمة) إلى الفرار من كوسوفو. وقد انعكس هذا بسرعة في نهاية الحرب.

## من عام 2000 حتى الوقت الحاضر

التاريخ السياسي للبلقان.

كانت اليونان عضوا في الاتحاد الأوروبي منذ عام 1981م واليونان هي أيضا عضو رسمي في منطقة اليورو واتحاد أوروبا الغربية. وقد انضمت سلوفينيا وقبرص إلى الاتحاد الأوروبي منذ عام 2004م وانضمت بلغاريا ورومانيا إلى الاتحاد الأوروبي في عام 2007م. وانضمت كرواتيا إلى الاتحاد الأوروبي في عام 2013م. كما حصلت مقدونيا على وضع مرشح في عام 2005م في حين أعربت دول البلقان الأخرى عن رغبتها في الانضمام إلى الاتحاد الأوروبي ولكن في بعض تاريخ انضمامهم في المستقبل.
وكانت اليونان عضوا في الناتو منذ عام 1952م. وفي عام 2004م أصبحت بلغاريا ورومانيا وسلوفينيا أعضاء في الناتو. وانضمت كرواتيا وألبانيا إلى الناتو في عام 2009م.
وفي عام 2006م انفصل الجبل الأسود عن جمهورية يوغوسلافيا الاتحادية (صربيا والجبل الأسود) مما جعل صربيا دولة منفصلة أيضا. وفي 17أكتوبر2007م أصبحت كرواتيا عضوا غير دائم في مجلس الأمن التابع للأمم المتحدة للفترة بين (2008م-2009م) في حين أصبحت البوسنة والهرسك عضوا غير دائم للفترة بين (2010م-2011م). أعلنت كوسوفو استقلالها عن صربيا في 17 فبراير / شباط 2008.
ومنذ الأزمة الاقتصادية في عام 2008م بدأت البلدان اليوغوسلافية السابقة تتعاون على مستويات مماثلة لتلك التي كانت في يوغوسلافيا السابقة. ومصطلح «اليوغوسفير» صاغته مجلة الإيكونوميست بعد أن تم إنشاء خدمة قطار إقليمية بين دول يوغوسلافيا السابقة يدعى «كارغو 10».
ظهرت ورقتان غير رسميتان في عام 2021، ادعت مصادر متعددة أن حكومة سلوفينيا هي من صاغتهما، في الورقتين دعوة إلى إعادة ترسيم حدود جنوب شرق أوروبا. بأن تفكك البوسنة والهرسك، وضم جمهورية صرب البوسنة إلى صربيا الكبرى، وأجزاء كبيرة من الهرسك ووسط البوسنة إلى كرواتيا الكبرى، وتبقى دولة بوسنية صغيرة في وسط وغرب البوسنة، بالإضافة إلى توحيد ألبانيا وكوسوفو. كُشف عن هذه الأوراق أول مرة في موقع politicki.ba البوسني في 12 أبريل 2021. أثارت هذه الورقة بلبلة في المنطقة وحالة من القلق.

## نظرة عامة على تاريخ دول البلقان
اليونان:
بلغاريا: البلغار قبيلة تركية استقرت في البلقان بعد 680. ثم استوعبت في وقت لاحق السلاف المحليين. وكانت بلغاريا مسيحية في أواخر القرن التاسع. وقد تم تطويرالألفبائيَّة السيريلية حول مدرسة بريسلاف الأدبية في بلغاريا في بداية القرن العاشر الميلادى. وقد اعترفت الكنيسة البلغارية بأنها ذاتية الحكم خلال قترة حكم سيميون العظيم الذي وسع كثيرا الدولة على الأراضي البيزنطية. وفي عام 1018م أصبحت بلغاريا تحت سيطرة الإمبراطورية الرومانية حتى استعادتها من قبل أسرة أسين في 1185م وتأسيس الامبراطورية البلغارية الثانية. وفي القرن الثالث عشر كانت بلغاريا مرة أخرى واحدة من الدول القوية في المنطقة. وبحلول عام 1422م أصبحت جميع الأراضي البلغارية جنوب نهر الدانوب جزءا من الدولة العثمانية ولكن السيطرة المحلية ظلت في أيدي البلغارية في العديد من الأماكن. شمال الدانوب واصل البوياريين البلغاريين الحكم للقرون الثلاثة المقبلة. واستمر استخدام اللغة البلغارية كلغة رسمية شمال الدانوب حتى القرن التاسع عشر.
صربيا: بعد استقرار السلاف أنشأ الصرب عدة ولايات كما هو موضح في داي. وأصبحت صربيا مملكة في عام 1217م وإمبراطورية في عام 1346م. وبحلول القرن السادس عشر ضمت كامل أراضي صربيا الحديثة من قبل الإمبراطورية العثمانية في بعض الأحيان توقفت من قبل مَلكية هابسبورغ. في أوائل القرن التاسع عشر أعادت الثورة الصربية إنشاء الدولة الصربية التي كانت رائدة في إلغاء الإقطاع في البلقان. وأصبحت صربيا أول نظام ملكي دستوري في المنطقة ووسعت فيما بعد أراضيها في الحروب. كانت مَلكية هابسبورغ السابقة في فويفودينا متحدة مع مملكة صربيا في عام 1918م. وبعد الحرب العالمية الأولى شكلت صربيا مع الشعوب السلافية الجنوبية الأخرى دولة يوغوسلافيا التي كانت موجودة في عدة أشكال حتى عام 2006م عندما استردت كل البلاد استقلالها.
كرواتيا: بعد استقرار السلاف في المقاطعات الرومانية دالماتيا وبانونيا أنشأت القبائل الكرواتية دوقيتين. كانوا محاطين من قبل فرانكس (البندقية) وأفارس (ماجيار)، في حين حاول البيزنطيين الحفاظ على السيطرة على الساحل الدلماسي. وتأسست مملكة كرواتيا في عام 925م. وغطت أجزاء من دالماتيا والبوسنة وبانونيا. وكانت الدولة تحت تأثير البابوية (الكاثوليكية). وفي عام 1102م دخلت كرواتيا اتحادا مع المجر. وما زالت كرواتيا تعتبر مملكة مستقلة وإن كانت مستقلة. ومع الغزو العثماني للبلقان سقطت كرواتيا بعد معارك متتالية في النهاية في عام 1526م والجزء المتبقي منها ثم أصبح تحت الحكم النمساوي وحمايته. وأصبح جزء كبير من مناطقها الحدودية جزءا من الحدود العسكرية التي يسكنها ويحميها الصرب والفلاش والكروات والألمان منذ أن أصبحت المنطقة مهجورة من قبل. وانضمت كرواتيا إلى يوغوسلافيا في الفترة بين (1918-2020) حتى نالت الاستقلال بعد الحرب الكرواتية.
ألبانيا: من المحتمل أن يكون الألبان البدو هم مجموعة من القبائل الإيليرية التي قاومت الانصهار مع موجات هجرات أخرى إلى البلقان. مملكة أردايان مع عاصمتها في شكودرا ربما تكون أفضل مثال على دولة ألبانية مركزية قديمة. بعد عدة صراعات مع الجمهورية الرومانية وبناء على الحرب الإيليرية الثالثة هزمت مملكة ارديان وكذلك معظم المملك القديمة في البلقان ودخلت إلى الحكم الروماني لعدة قرون فصاعدا. كانه آخر حكامها الملك جنتيو حيث أُخذ كأسير في عام 167 قبل الميلاد إلى روما. وبعد انهيار الإمبراطورية الرومانية الغربية ظلت أراضي ما هو اليوم ألبانياتحت السيطرة البيزنطية حتى الهجرات السلافية. ثم تم دمجها في الإمبراطورية البلغارية في القرن التاسع. والنواة الإقليمية للدولة الألبانية التي تشكلت في العصور الوسطى كإمارة أربير ومملكة ألبانيا. كما أن السجلات الأولى للشعب الألباني بوصفها عرقا متميزا هي أيضا تاريخ يرجع لهذه الفترة. ومعظم ساحل ألبانيا كانت تسيطر عليها جمهورية البندقية من القرن العاشر حتى وصول الأتراك العثمانيين (ألبانيا فينيتا)، في حين أن المناطق الداخلية كان يحكمها البيزنطيون والبلغار والصرب. على الرغم من المقاومة الطويلة من إسكندر بك تم غزو المنطقة في القرن الخامس عشر من قبل الإمبراطورية العثمانية وظلت تحت سيطرتها كجزء من مقاطعة روميليا حتى عام 1912م عندما أعلنت أول دولة ألبانية مستقلة. وتشكيل الوعي الوطني الألباني يعود إلى القرن التاسع عشر في بدايته وهو جزء من ظاهرة أكبر من النزعة القومية التي تصاعدت في تلك الفترة تحت حكم الإمبراطورية العثمانية.
الجبل الأسود: في القرن العاشر كانت هناك ثلاث مقاطعات على أراضي الجبل الأسود: دوكليا وترافونيا وصربيا («راسكا»). وفي منتصف القرن الحادي عشر حصلت دوكليا على الاستقلال من خلال ثورة ضد البيزنطيين وحكمت أسرة فويسلافليفيتش الصربية بعد أن استولت على أراضي الإمارة الصربية السابقة. ثم جاء ذلك تحت حكم سلالة نيمانجيتش في صربيا. وبحلول القرن الثالث عشر كانت زيتا قد حلت محل دوكليا عند الإشارة إلى العالم. في أواخر القرن الرابع عشر، كان الجبل الأسود (زيتا) تحت حكم أسرة بلشيتش النبيلة ثم عائلة كرنوجيفيتش النبيلة وبحلول القرن الخامس عشر كانت زيتا غالبا ما يشار إليها كرنا غورا (باللغة فينيسية: مونتي نيغرو). وسقطت أجزاء كبيرة منها تحت سيطرة الإمبراطورية العثمانية من عام 1496م إلى عام 1878م. وهيمنت جمهورية البندقية على سواحل الجبل الأسود عام 1420م إلى عام1797م وأصبحت المنطقة المحيطة بكوتور جزءا من ألبانيا الفينيسية. كما تم حكم أجزاء منها لفترة وجيزة من قبل الإمبراطورية الفرنسية الأولى والإمبراطورية النمساوية-المجرية في القرن التاسع عشر. وفي الفترة من عام 1696م وحتى عام 1851م حكم مطران سيتينيي (بيت بيتروفيتش - نجيغوس) نظام الحكم في الجبل الأسود (الجبل الأسود القديم) إلى جانب حكام القبائل. وتحولت (بتروفيتش - نيجيجوس) إلى إمارة الجبل الأسود في عام 1851م وحكمت حتى عام 1918م. وتم استقلال إمارة الجبل الأسود في عام 1878. ومن عام 1918م كانت جزءا من يوغوسلافيا. وعلى أساس استفتاء الاستقلال الذي أجري في 21 مايو عام 2006م أصبح الجبل الأسود مستقلا.
البوسنة والهرسك: انقسمت الأراضي بين كرواتيا وصربيا في العصورالوسطى المبكرة. و «البوسنة» نفسها كانت تحت نظام حكم صربى . , أصبحت البوسنة إلى جانب أقاليم أخرى، جزءا من دوكليا في القرن الحادي عشر. وفي الوقت المناسب انفصلت البوسنة تحت حكمها الخاص. بعد عام 1101م انفصلت البوسنة عن دوكليا وبعد ذلك أصبحت تحت الحكم المجري كما كان الحال مع كرواتيا. ثم دخلت تحت الحكم البيزنطي بعد توقف الحكم المجرى وتحت الحكم البيزنطي جاء بانيت البوسنة إلى الوجود. وبعد زوال الامبراطورية البيزنطية أصبحت تابعة للحكم المجرى اسميا. وكانت الكنيسة البوسنية كنيسة مسيحية في البوسنة تعتبر بدعة حيث استغلها بعض الحكام في تثبيت ملكهم وحشد الأتباع. وأعطى الحكام أنفسهم سلطات واسعة من خلال التجارة مع راغوزا، واكتسبوا أراضي من صربيا (الهرسك). ووصلت البوسنة ذروتها تحت حكم تفرتكو الذي أخذ المزيد من الأراضي بما في ذلك أجزاء من دالماتيا وتوج نفسه ملكا في عام 1377م. وبعد الغزو العثماني لصربيا تمت السيطرة على البوسنة. وتأسس سنجق البوسنة، وتم عرض الإسلام السكان المحليين خلال القرون التالية من قبل الدولة العثمانية التي ضمنت المزيد من الحقوق للمسلمين. التوترات العرقية التي نشأت في العصر الحديث تنبع من هذا التقسيم الديني. وسيطرت المبراطورية النمساوية-المجرية على البوسنة والهرسك في عام 1878م وضمتهما في عام 1908م. وانضمت بعد ذلك إلى يوغوسلافيا. وبعد الحرب البوسنية حصلت الدولة على الاستقلال الدولي لأول مرة.
مقدونيا: